# Soquet
Soquet SA est une société anonyme créée en 1976. Il s’agit d’un constructeur français d’attractions notamment spécialisé dans la fabrication de manèges sur rail comme les montagnes russes.  Elle rénove aussi de nombreux manèges.

## Modèle d'attractions au catalogue
- Montagnes russes
- Chevaux galopants
- Trains sur rail
- Circuits de tacots
- Rivières rapides en bouées : des Spinning Rafts et des River Rapids Rides
- Circuits de radeaux : Tow boat ride
- Bûches
- Monorails

Ces listes sont non exhaustives. Sauf mention contraire, ces attractions sont toutes situées en France.

### Montagnes russes
| Nom                  | Parc                                  | Type      | Année |
| -------------------- | ------------------------------------- | --------- | ----- |
| 1066                 | Festyland                             | Assises   | 2005  |
| Azteka               | Le Pal                                | Assises   | 2003  |
| Chenille fantastique | Parc Fenestre                         | E-Powered | 2004  |
| Corsaire             | Cobac Parc                            | Assises   | 2007  |
| Doble Loop           | Salitre Magico, Colombie              | Assises   | 2004  |
| Dragon               | Jardin d'acclimatation                | Assises   | 1987  |
| Drakkar              | Didi'Land                             | Assises   | 2000  |
| Drakkar Express      | Festyland                             | Assises   | 1997  |
| Family coaster       | Danga World, Malaisie                 | Assises   | 2010  |
| Furio                | Dennlys Parc                          | Assises   | 2003  |
| Gaz Express          | Parc Bagatelle                        | Assises   | 1987  |
| Grand 8 TGV          | Florida Parc                          | E-Powered | 2006  |
| Grand Canyon         | Fraispertuis-City                     | Assises   | 2000  |
| Grand huit           | La Récré des 3 Curés                  | Assises   | 2001  |
| King,                | Fêtes foraines dont la Foire du Trône | Assises   | 1995  |
| Lost City of Gold    | Sunway Lagoon, Malaisie               | Assises   | 1994  |
| Montaña Rusa         | Karting Cross, Colombie               | Assises   | 2009  |
| Papéa Express        | Papéa Parc                            | Assises   | 1995  |
| Speed chenille       | Kingoland                             | E-Powered | 2014  |
| Spirale Express      | Parc Bagatelle                        | Assises   | 1996  |
| Tacot en folie       | Parc Ange Michel                      | Assises   | 2008  |
| Tacot Express        | Jardin d'acclimatation                | E-Powered | 2001  |
| Diabelska Pętla      | Legendia, Pologne                     | Assises   | 2007  |
| Train de la mine     | Cigoland                              | Assises   | 2002  |
| Train de la mine     | La Coccinelle                         | Assises   | 2009  |
| Fort d'Odin          | Parc du Bocasse                       | Assises   | 2004  |

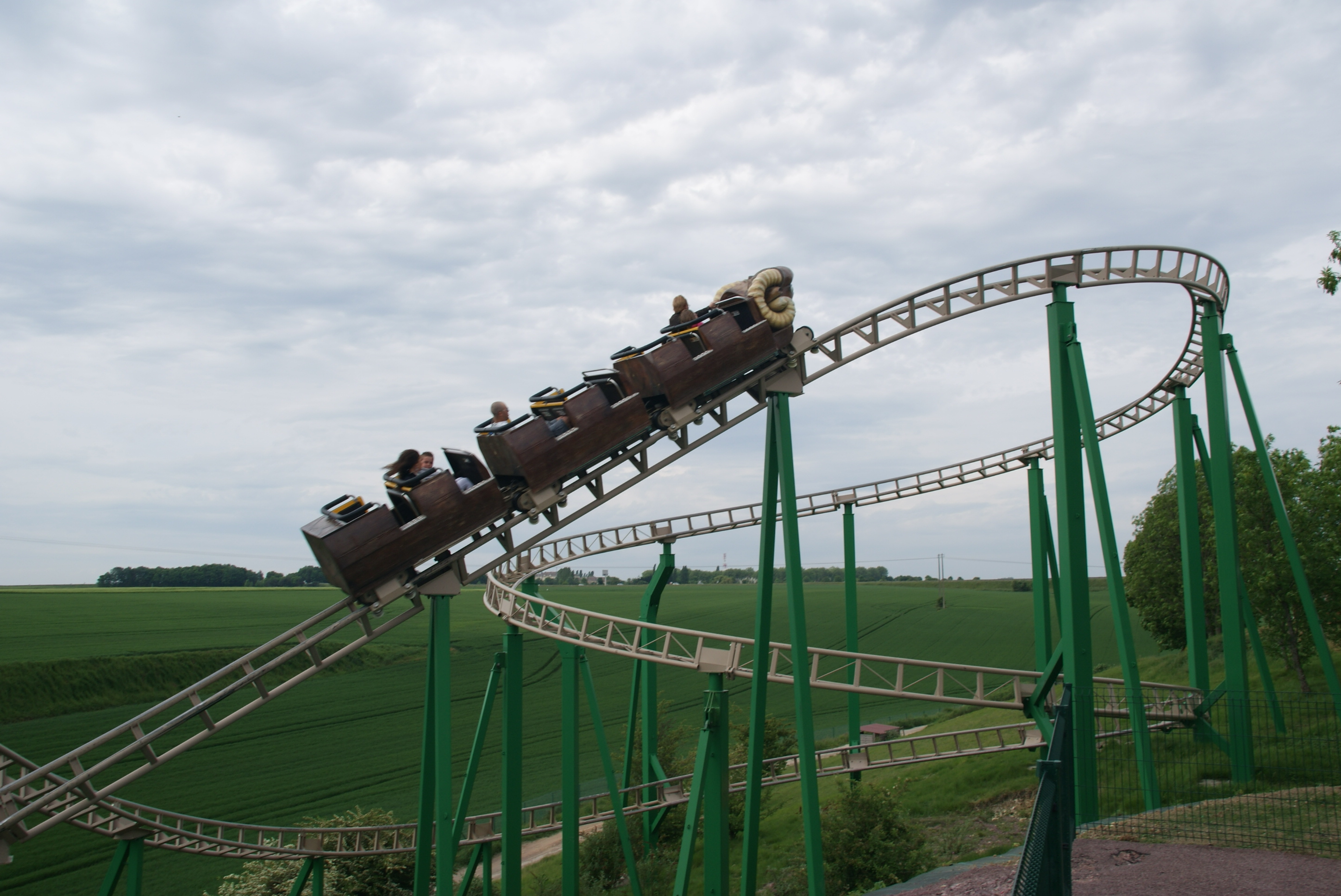
1066 à Festyland
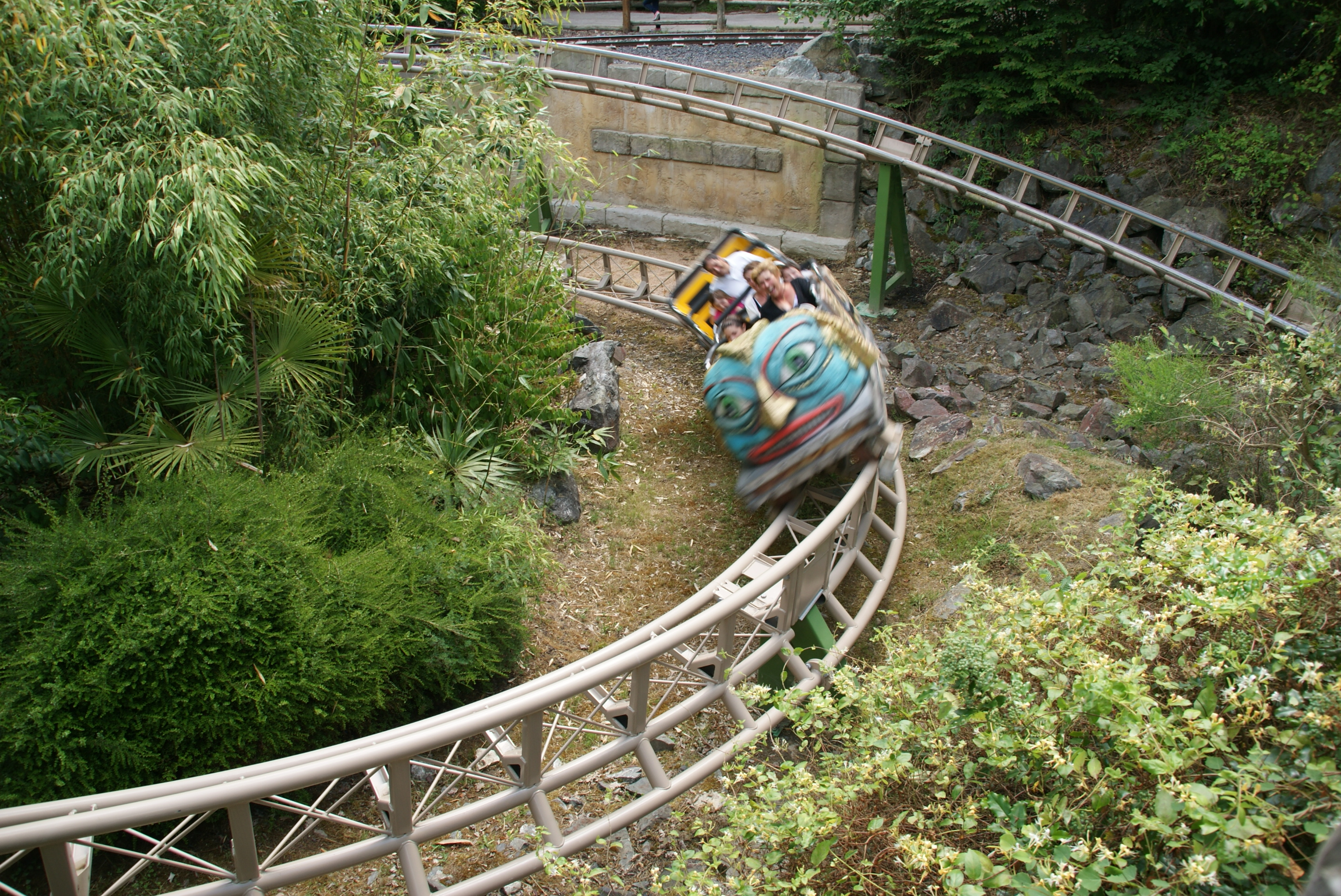
Azteka au Pal
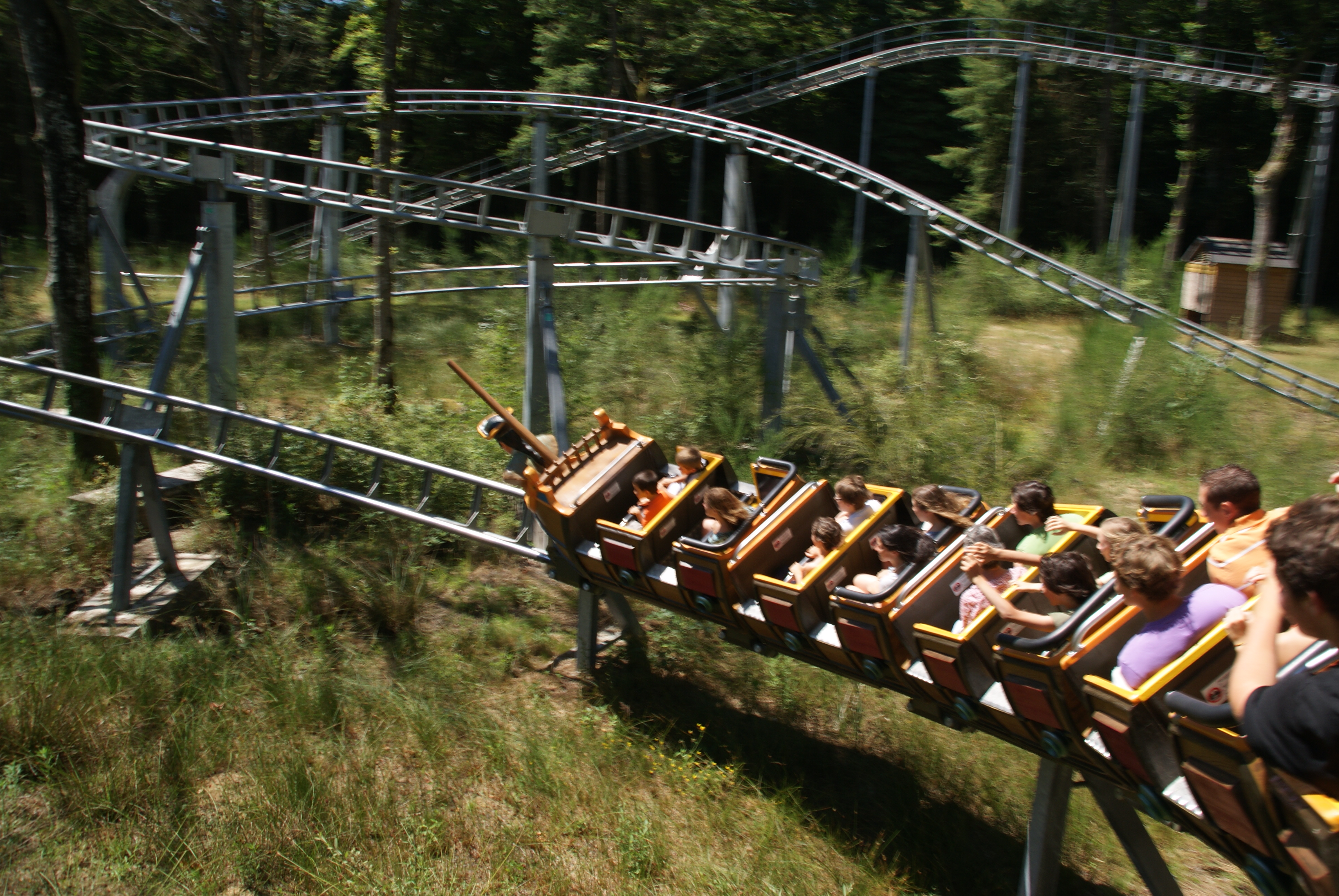
Corsaire à Cobac Parc
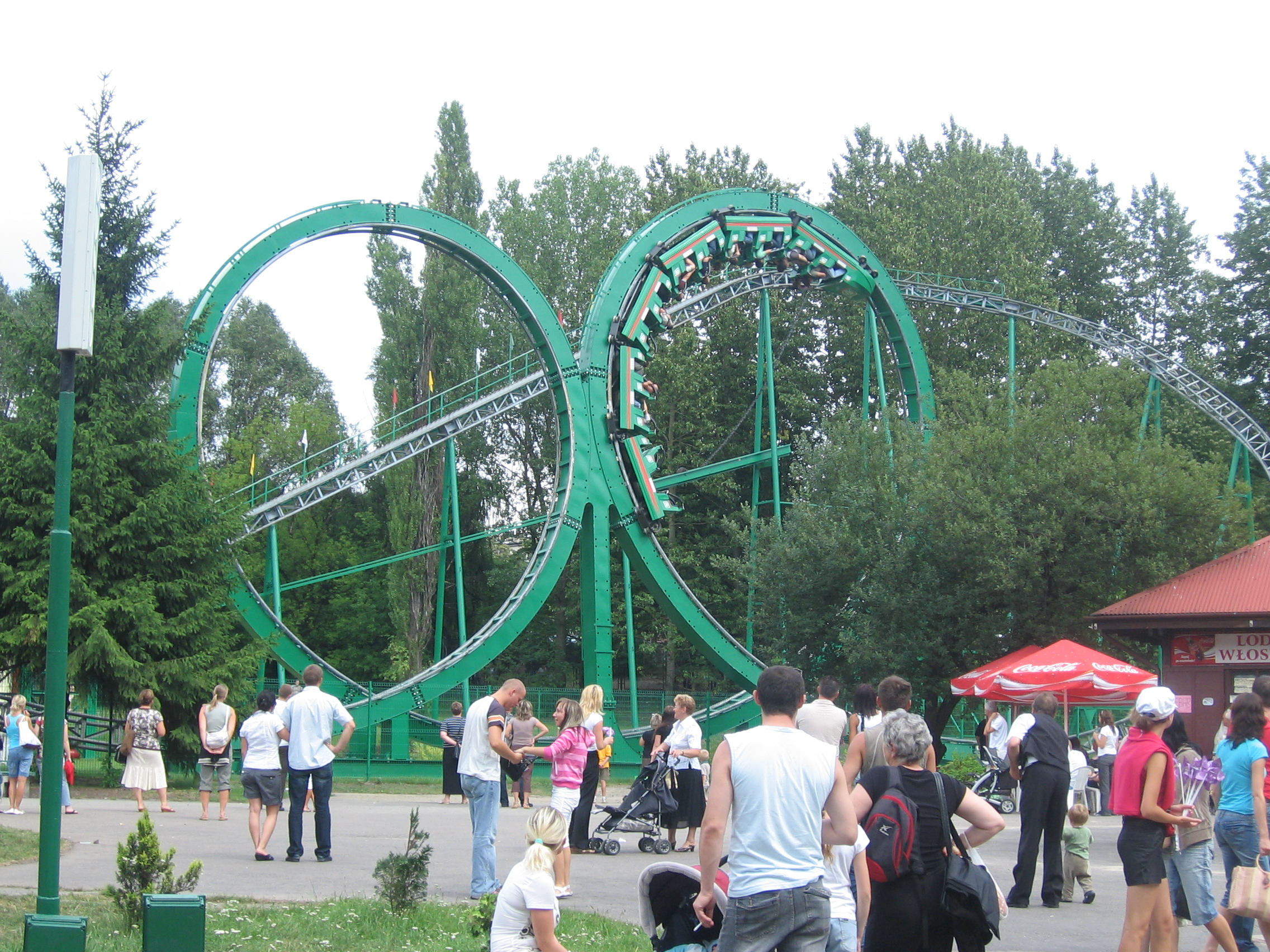
Diabelska Pętla à Legendia
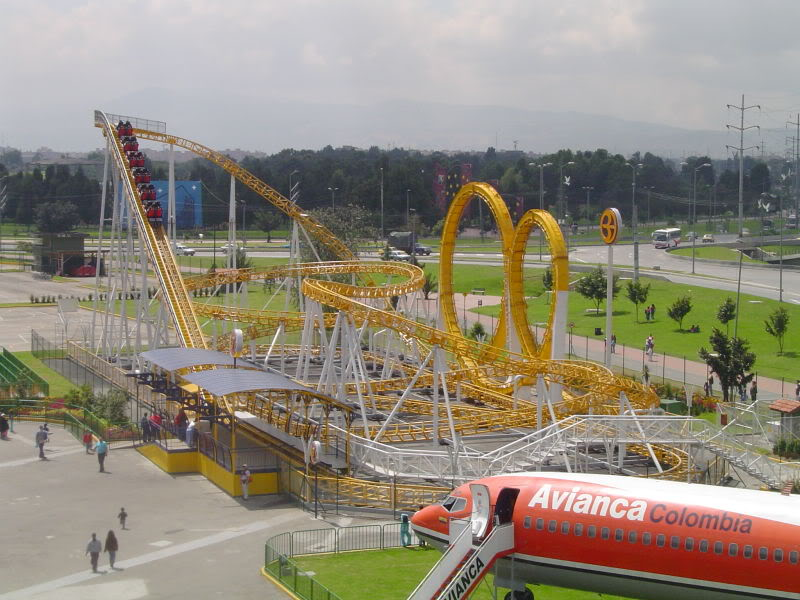
Doble Loop à Salitre Magico
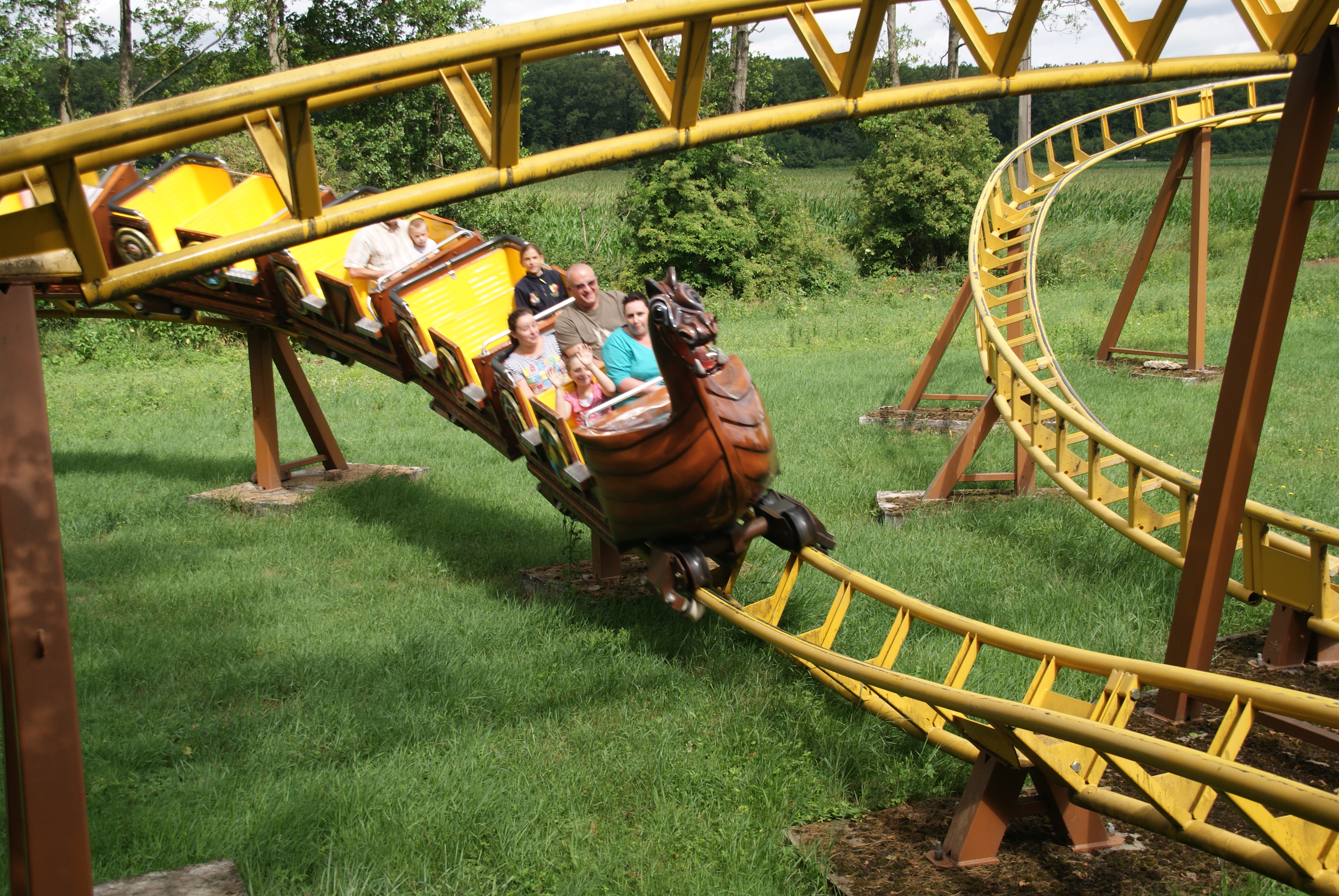
Drakkar à Didi'Land
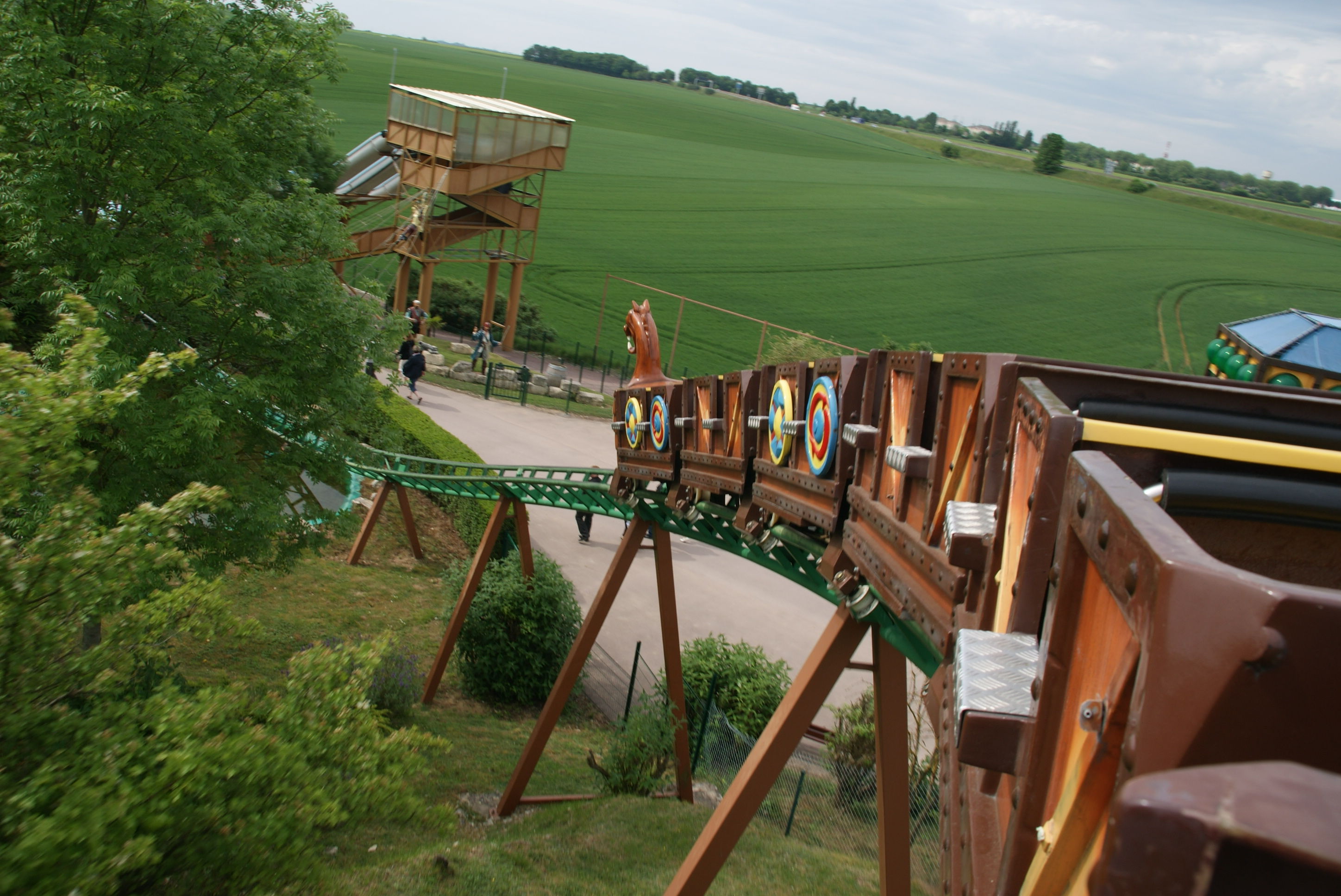
Drakkar Express à Festyland
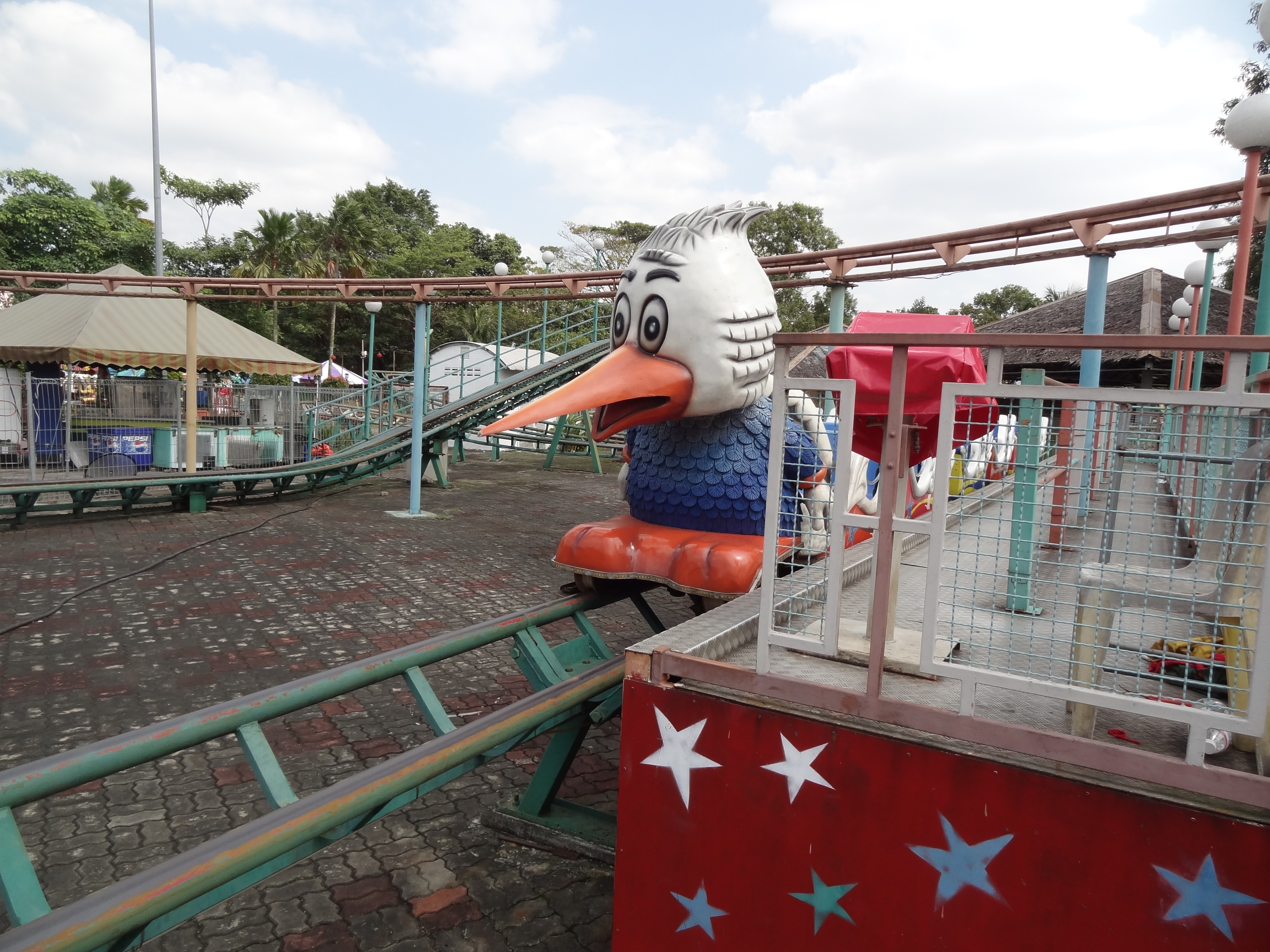
Family coaster à Danga World
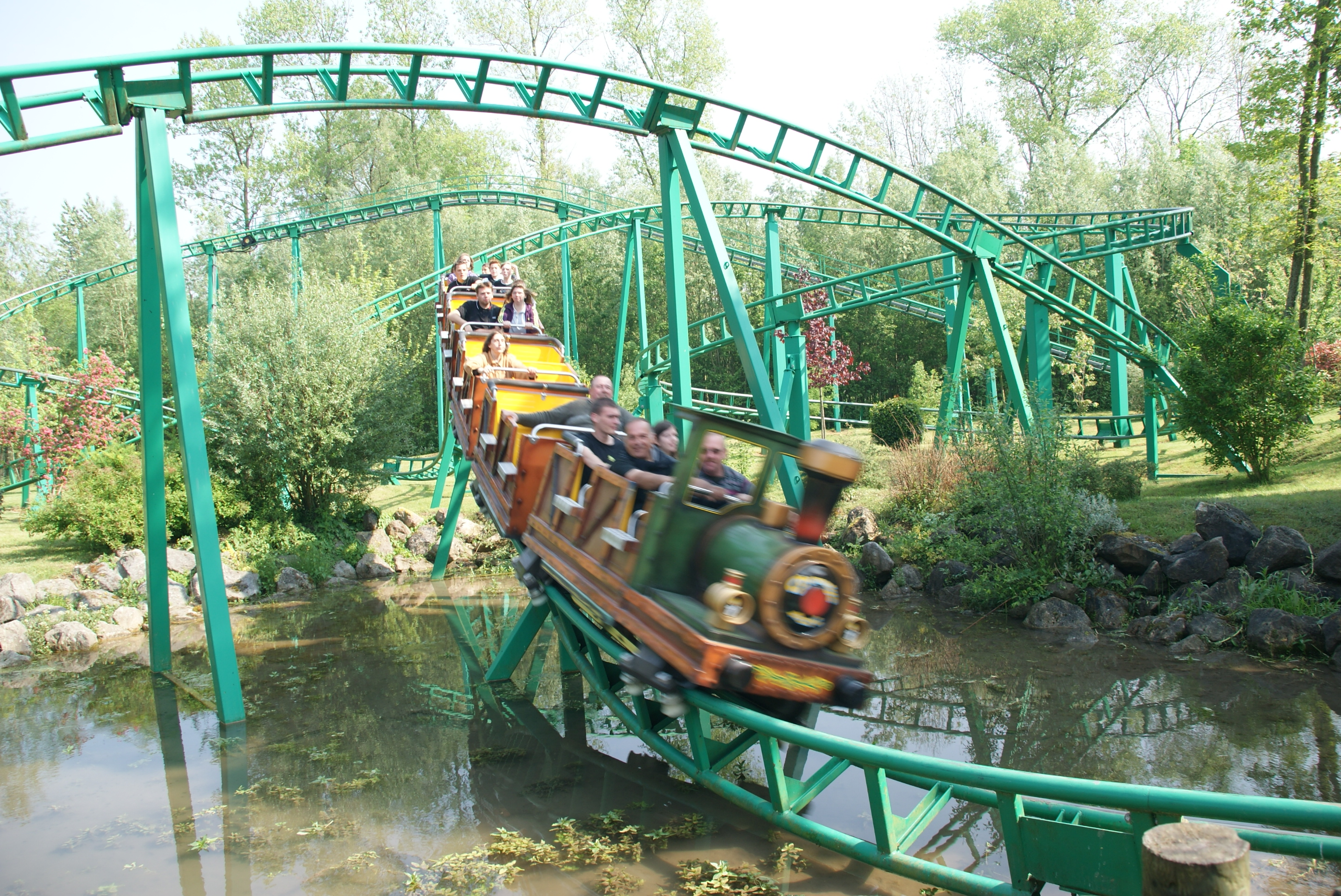
Furio à Dennlys Parc
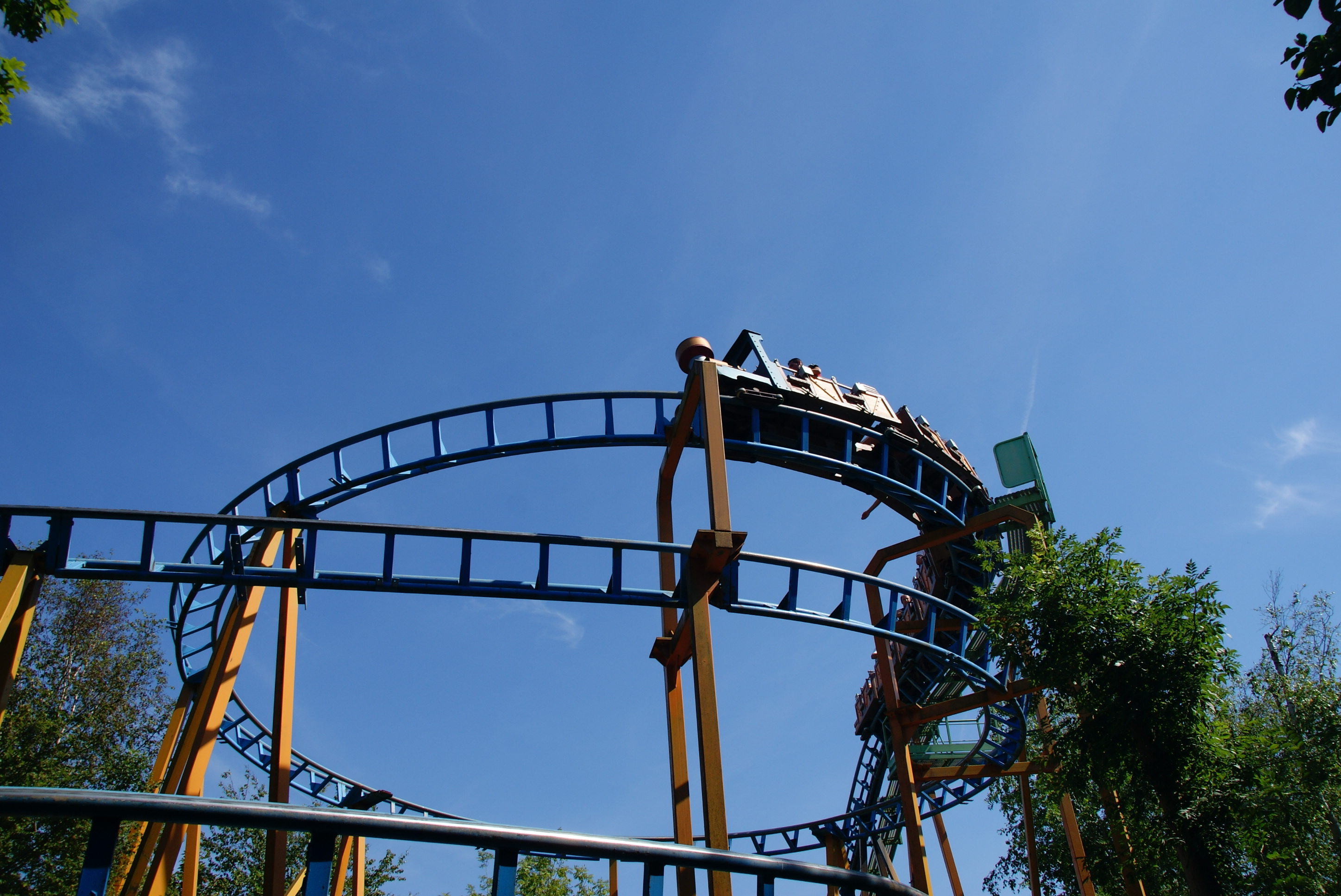
Gaz Express au Parc Bagatelle
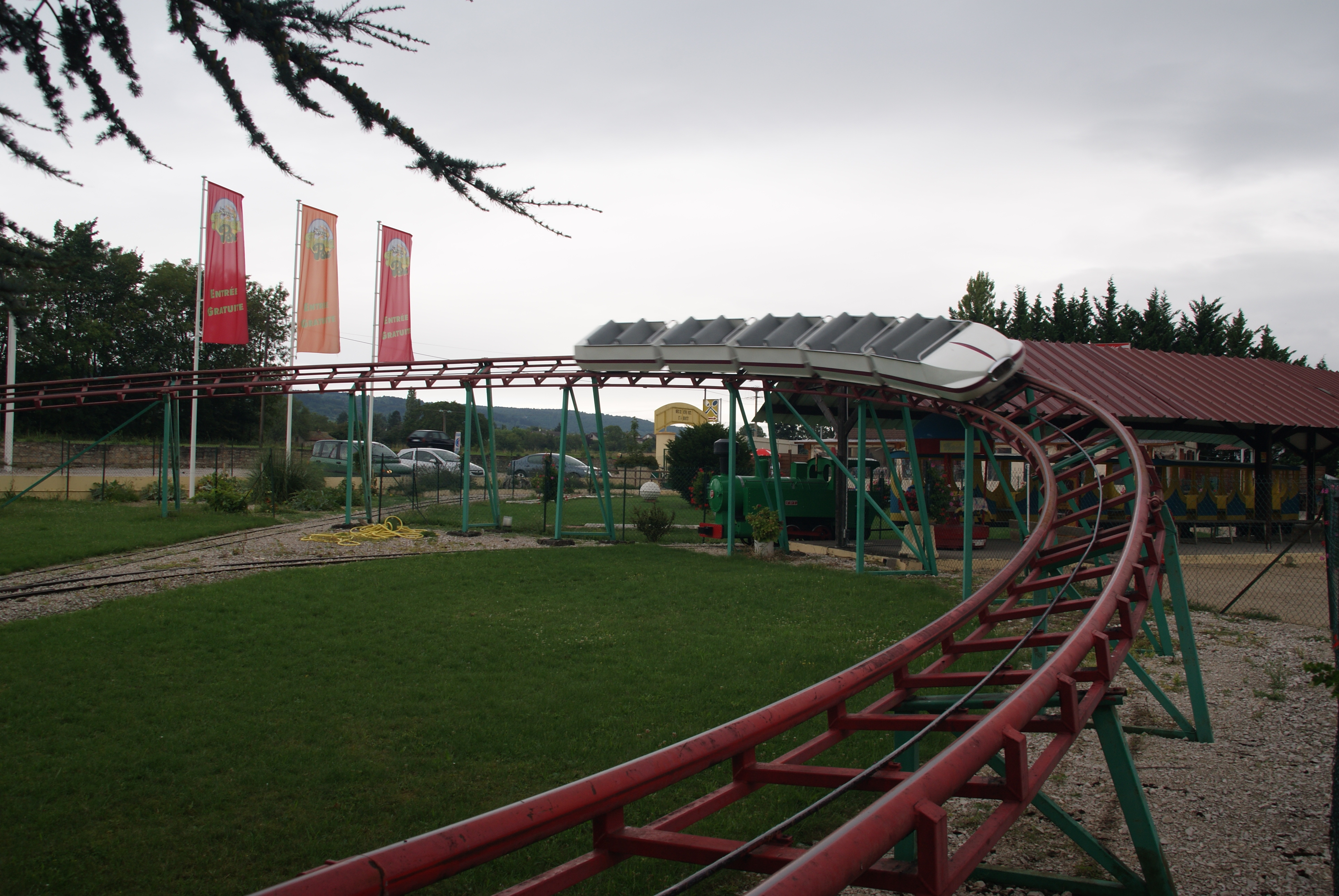
Grand 8 TGV à Florida Parc
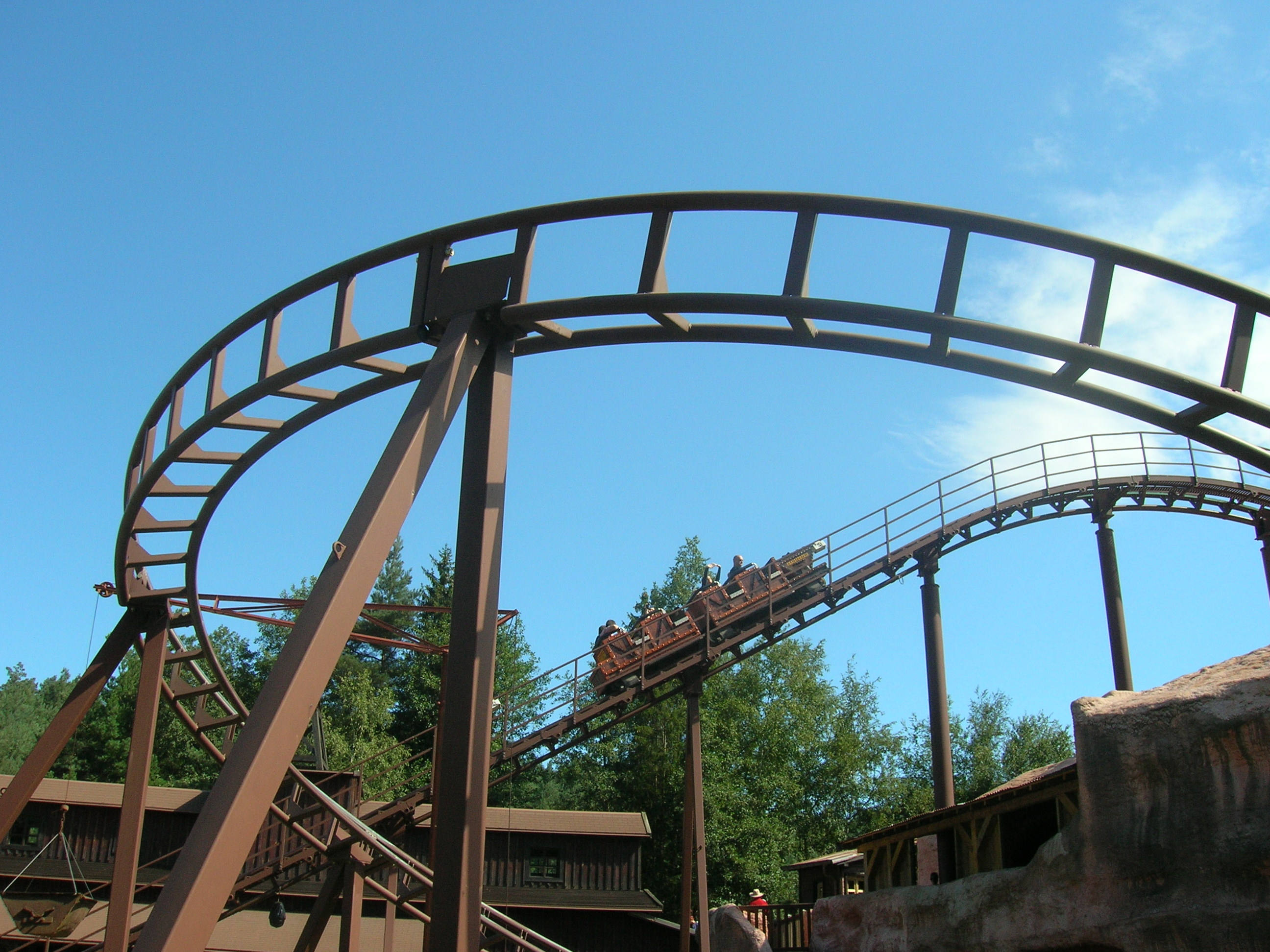
Grand Canyon à Fraispertuis-City
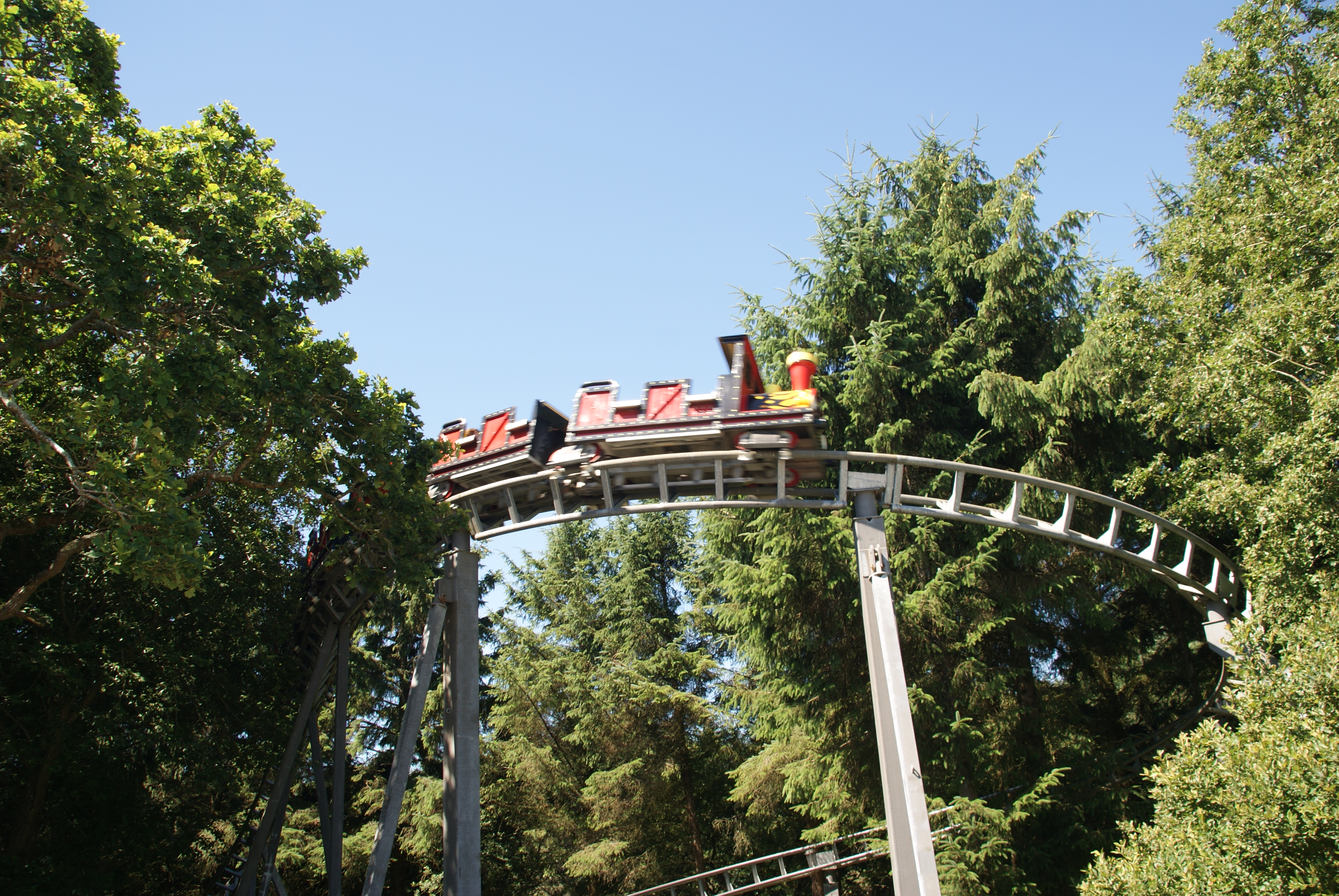
Grand huit à La Récré des 3 Curés
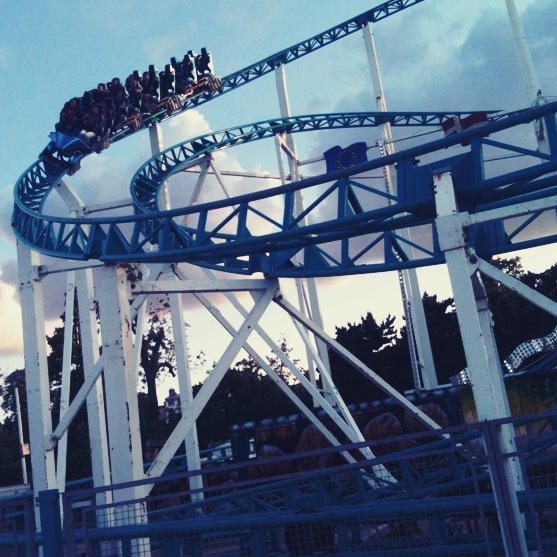
King à la Foire du Trône
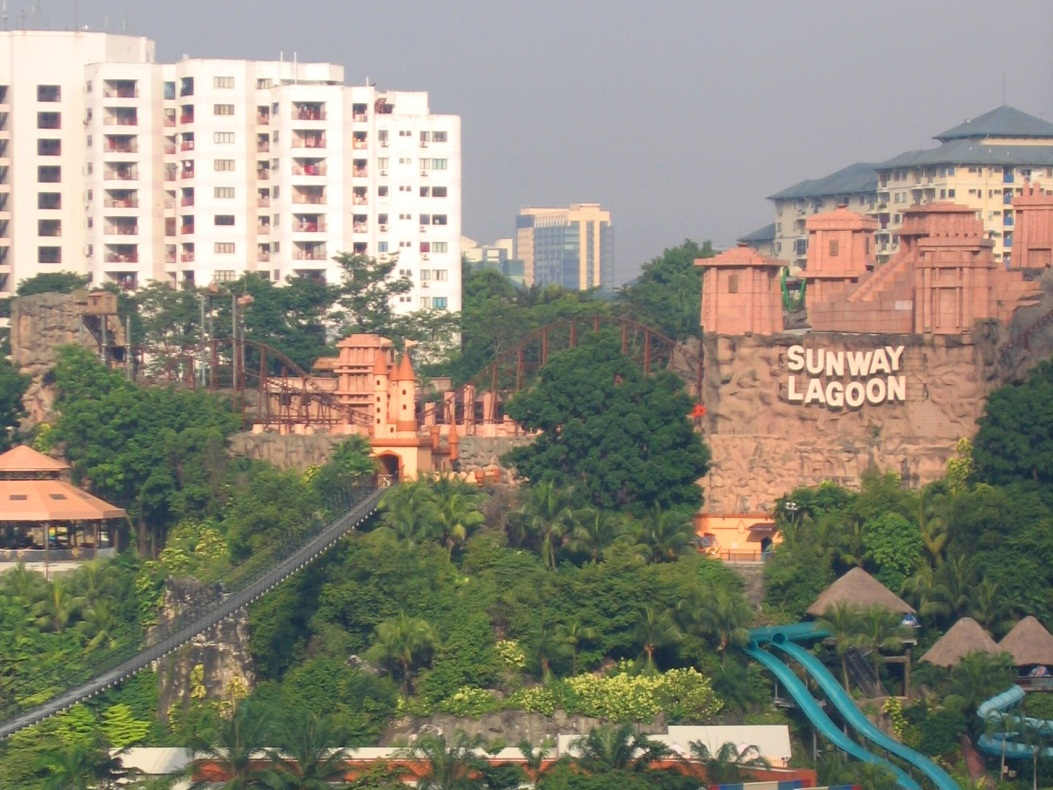
Lost City of Gold à Sunway Lagoon
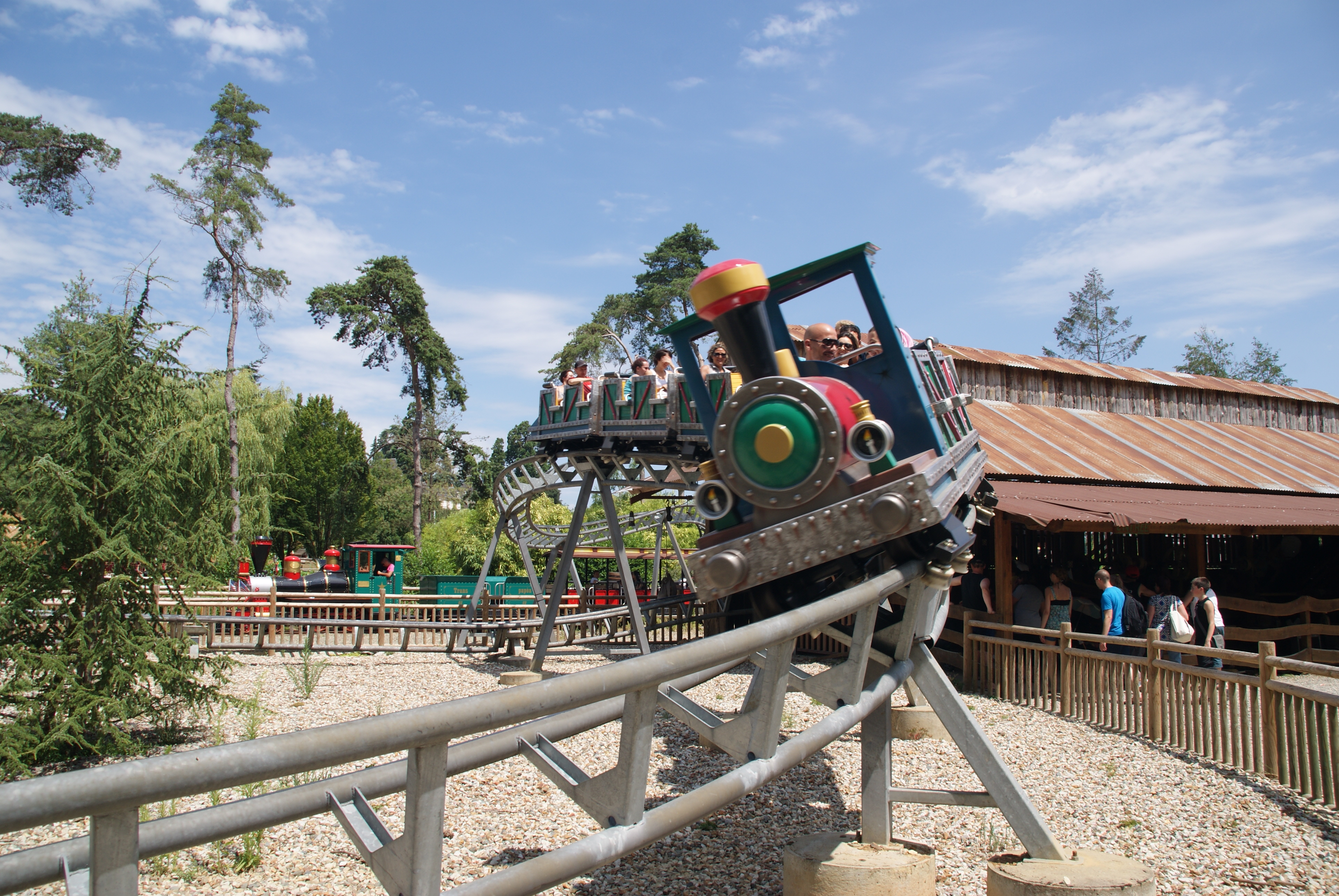
Papéa Express à Papéa Parc
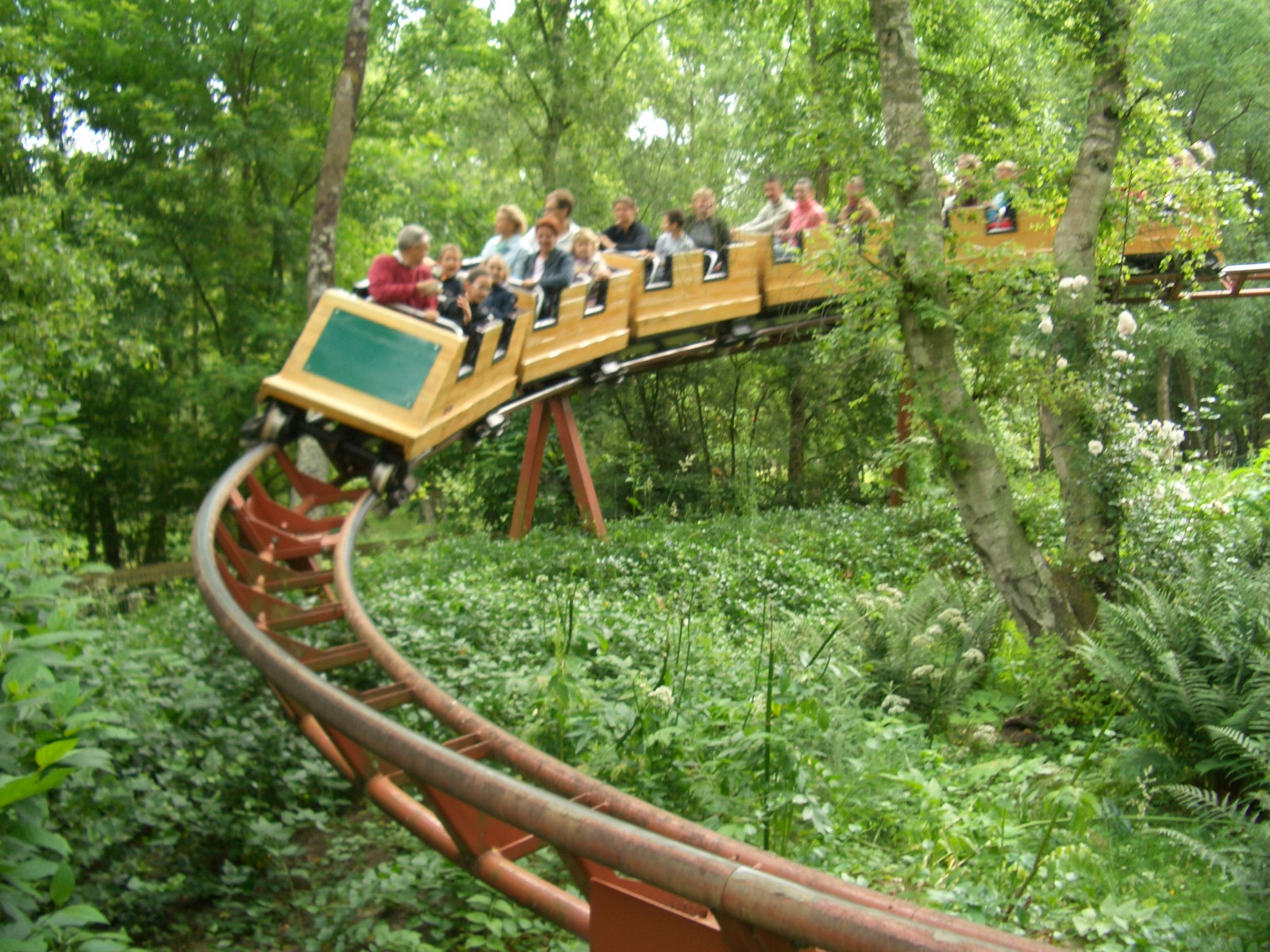
Spirale Express au Parc Bagatelle
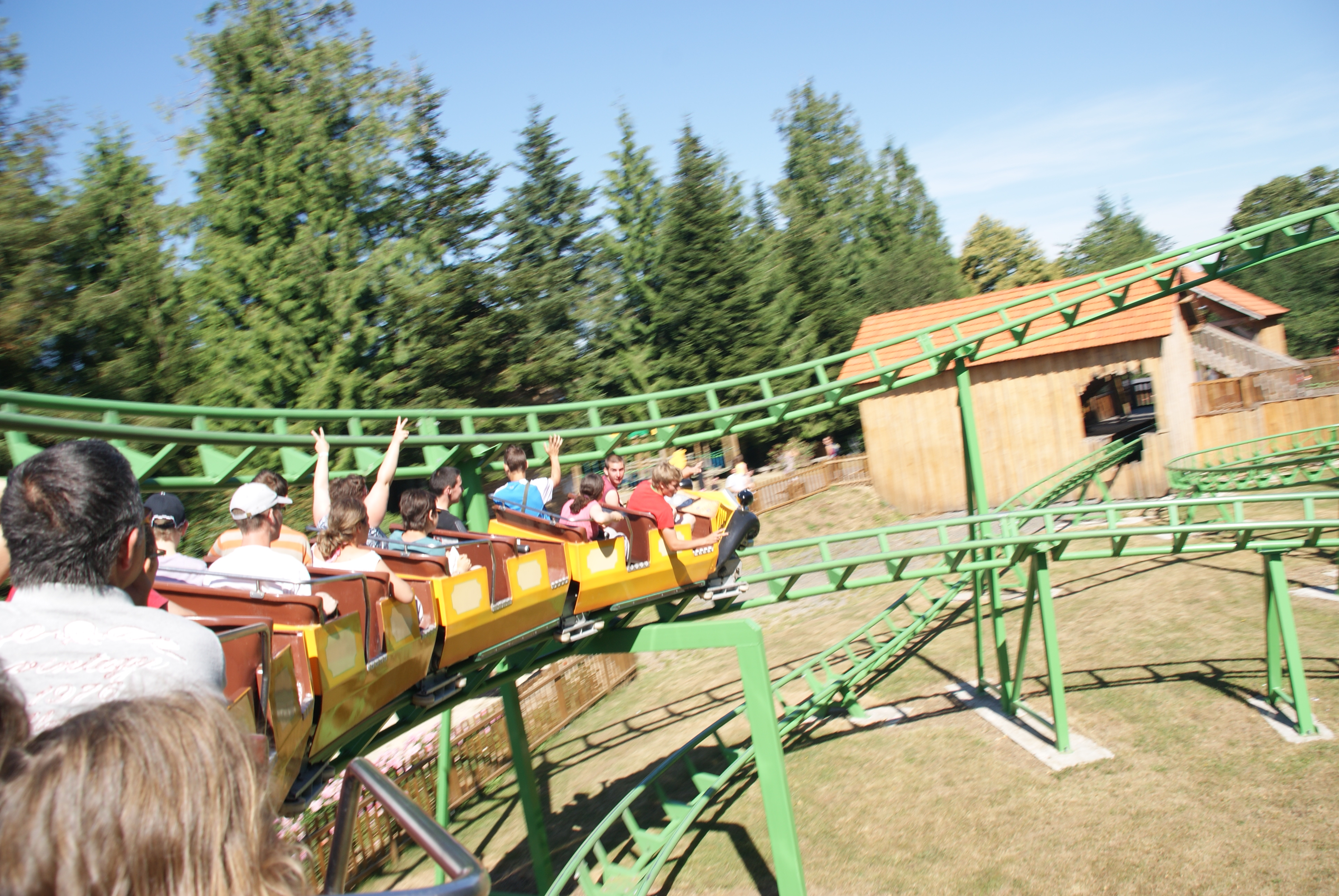
Tacot en folie au Parc Ange Michel
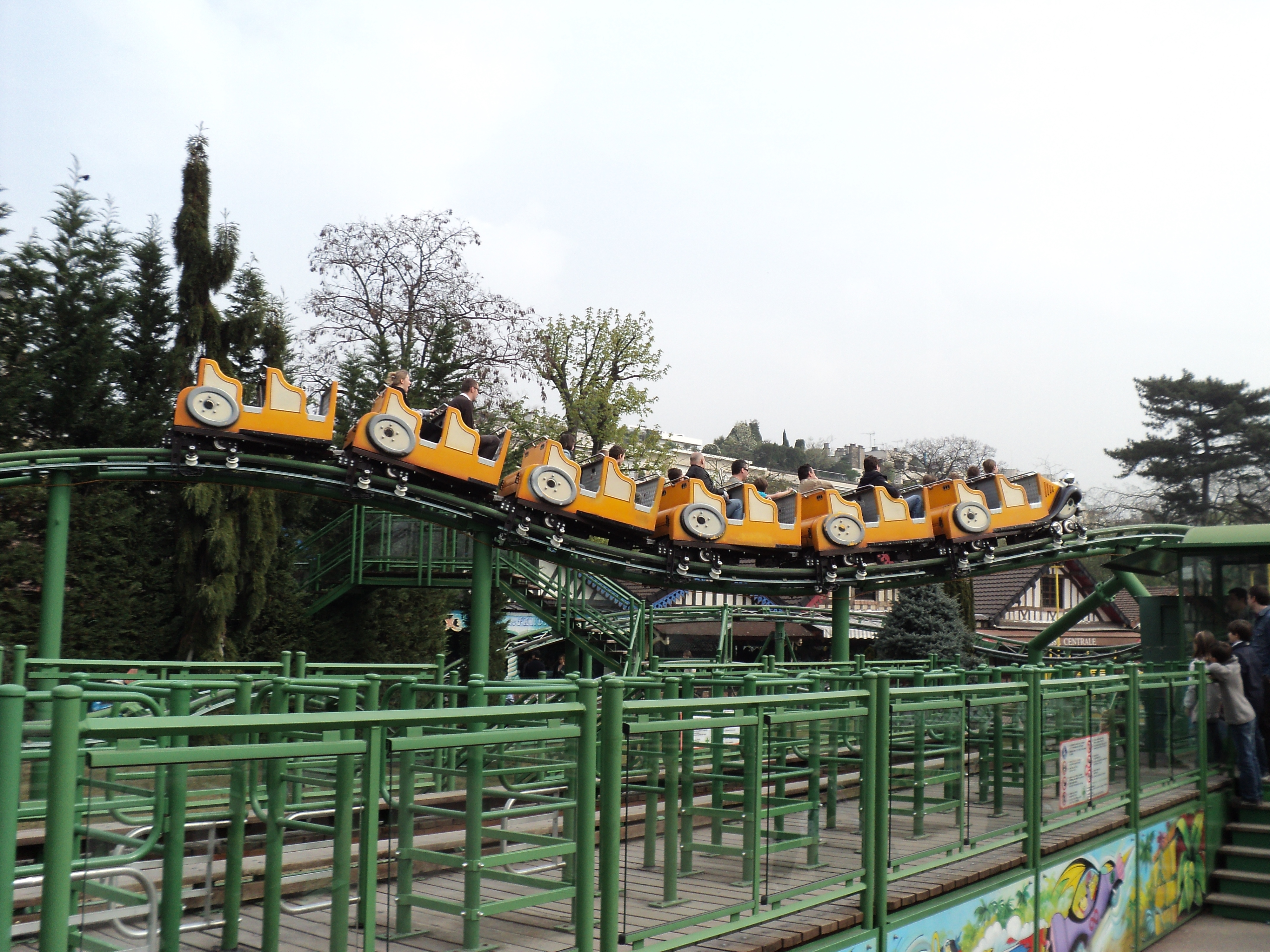
Tacot Express au Jardin d'acclimatation
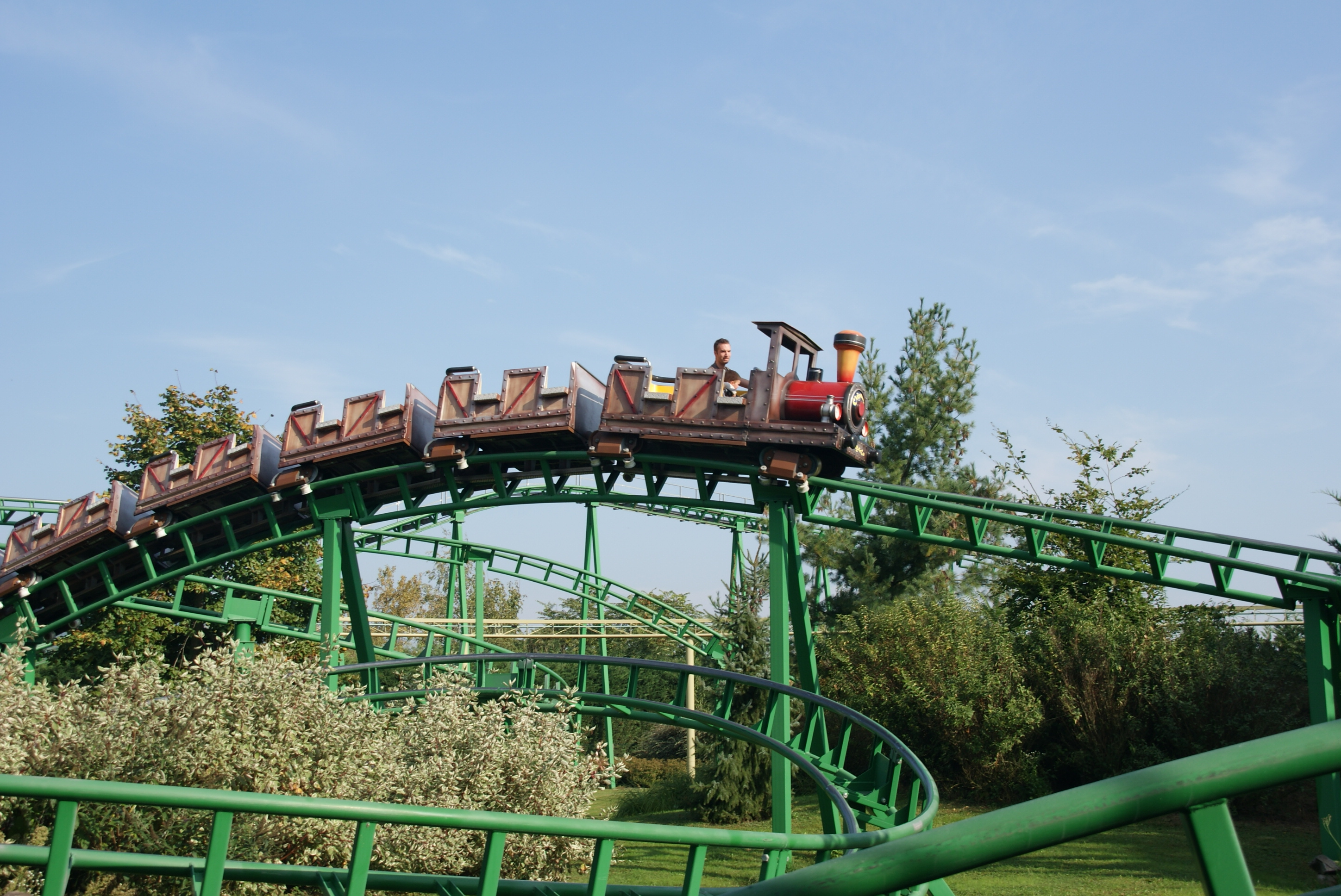
Train de la mine à Cigoland
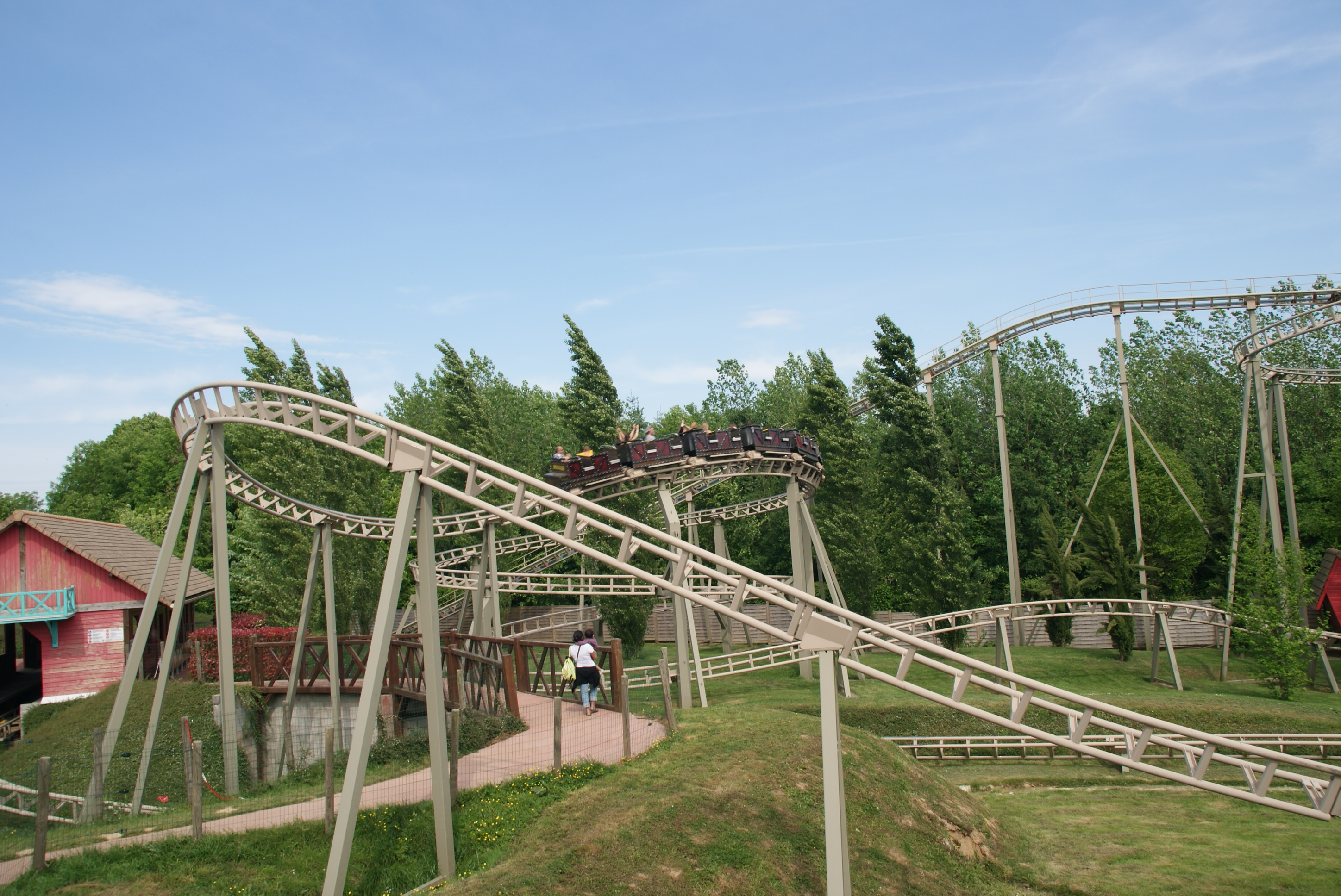
Train de la mine au Parc du Bocasse

### Attractions aquatiques
| Nom                  | Parc                        | Type              | Année |
| -------------------- | --------------------------- | ----------------- | ----- |
| AéroPostale          | Parc du Petit Prince        | Bûches            | 2017  |
| Baby Touro River     | Touroparc Zoo               | Bûches junior     | 2021  |
| Bambooz river        | Walibi Rhône-Alpes          | Bûches            | 2012  |
| Cheyenne river       | La Mer de sable             | Bûches            | 1996  |
| Crazy river          | Dennlys Parc                | Spinning Raft     | 2008  |
| Descente du Colorado | Le Pal                      | River Rapids Ride | 1988  |
| Dino Raft,           | Walygator Parc              | River Rapids Ride | 1989  |
| Flum (le)            | Fraispertuis-City           | Bûches            | 1991  |
| Mégalodon River      | Parc Dino-Zoo               | Bûches junior     | 2018  |
| P’tits Pirates (les) | Dennlys Parc                | Bûches junior     | 2022  |
| Radja River,         | Walibi Rhône-Alpes          | River Rapids Ride | 1989  |
| Rafting              | Didi'Land                   | Spinning Raft     | 2009  |
| Rivière canadienne   | Le Pal                      | Bûches            | 1992  |
| Rivière aux castors  | Le Pal                      | Bûches junior     | 2020  |
| Rivière castor       | Fraispertuis-City           | Bûches junior     | 2014  |
| Rivière des tonneaux | Parc touristique des Combes | Bûches junior     | 2015  |
| Rivière sauvage      | Didi'Land                   | Bûches            | 1995  |
| Rivière sauvage      | Walygator Parc              | Bûches            | 1992  |
| Splash-o-Saure       | Parc du Bocasse             | Bûches            | 2017  |
| Splash river         | La Coccinelle               | Bûches            | 2015  |
| Tam Tam Aventure     | Walibi Rhône-Alpes          | Tow boat ride     | 1992  |

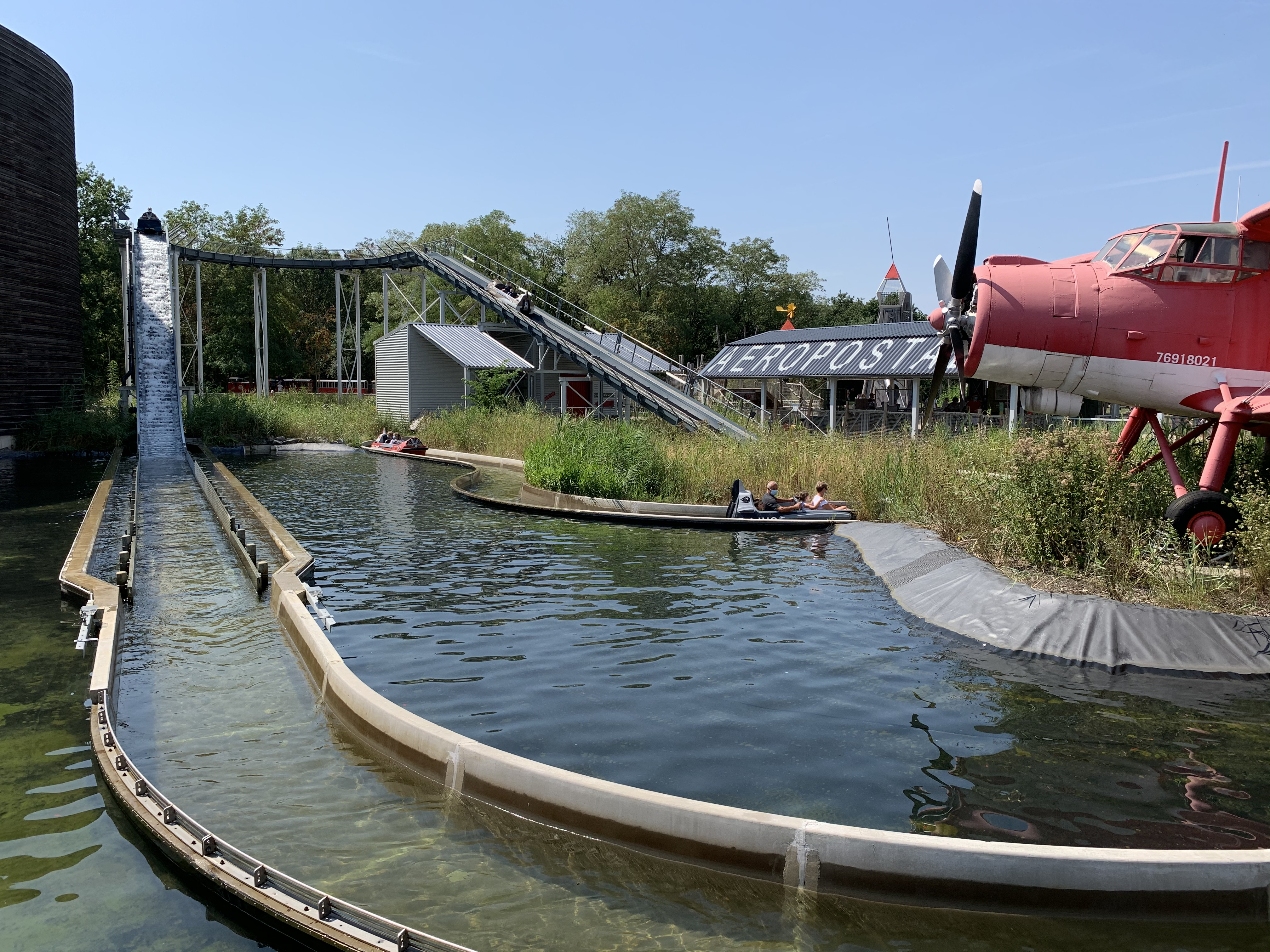
Atlantique Sud au Parc du Petit Prince
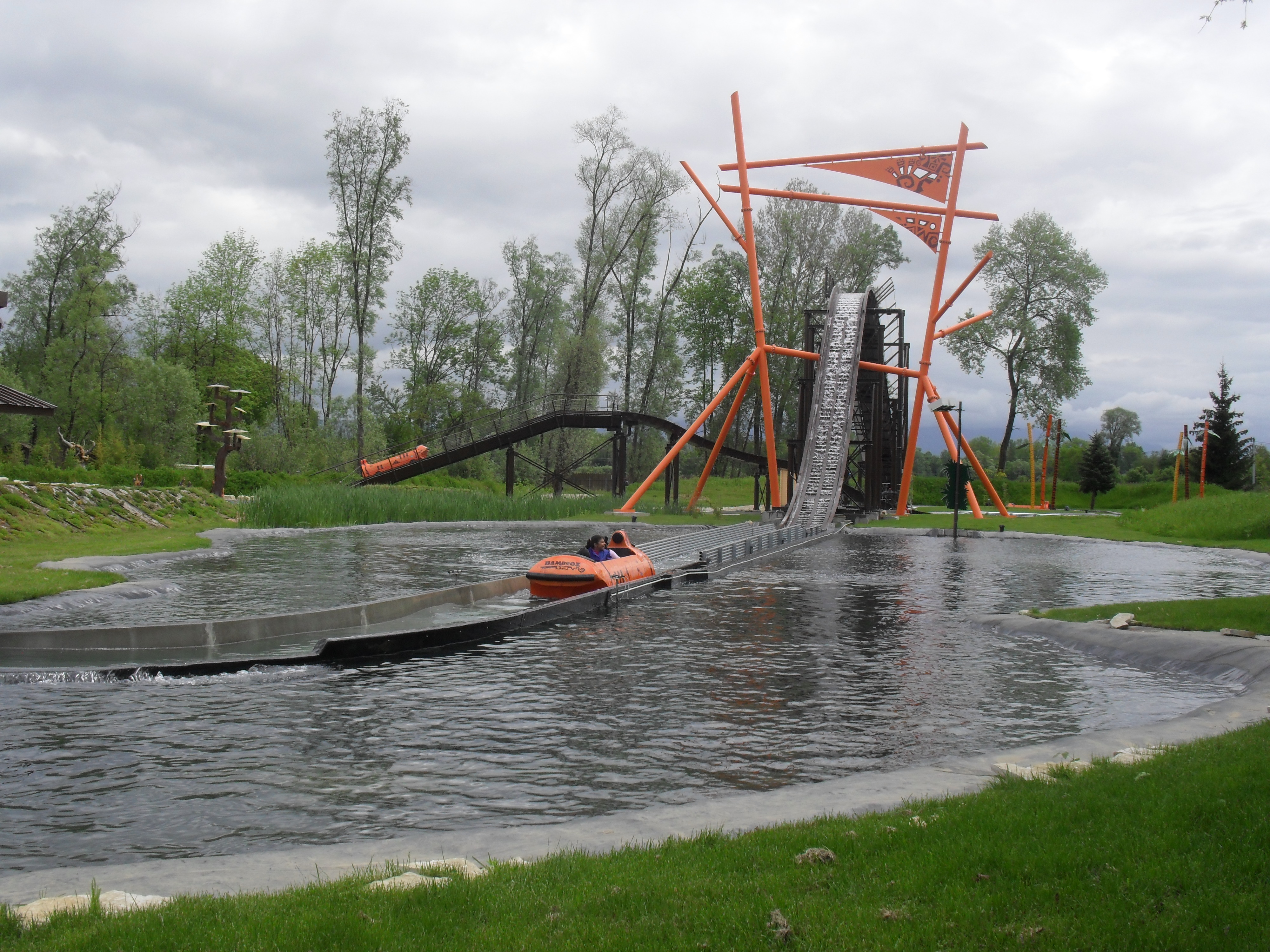
Bambooz River à Walibi Rhône-Alpes
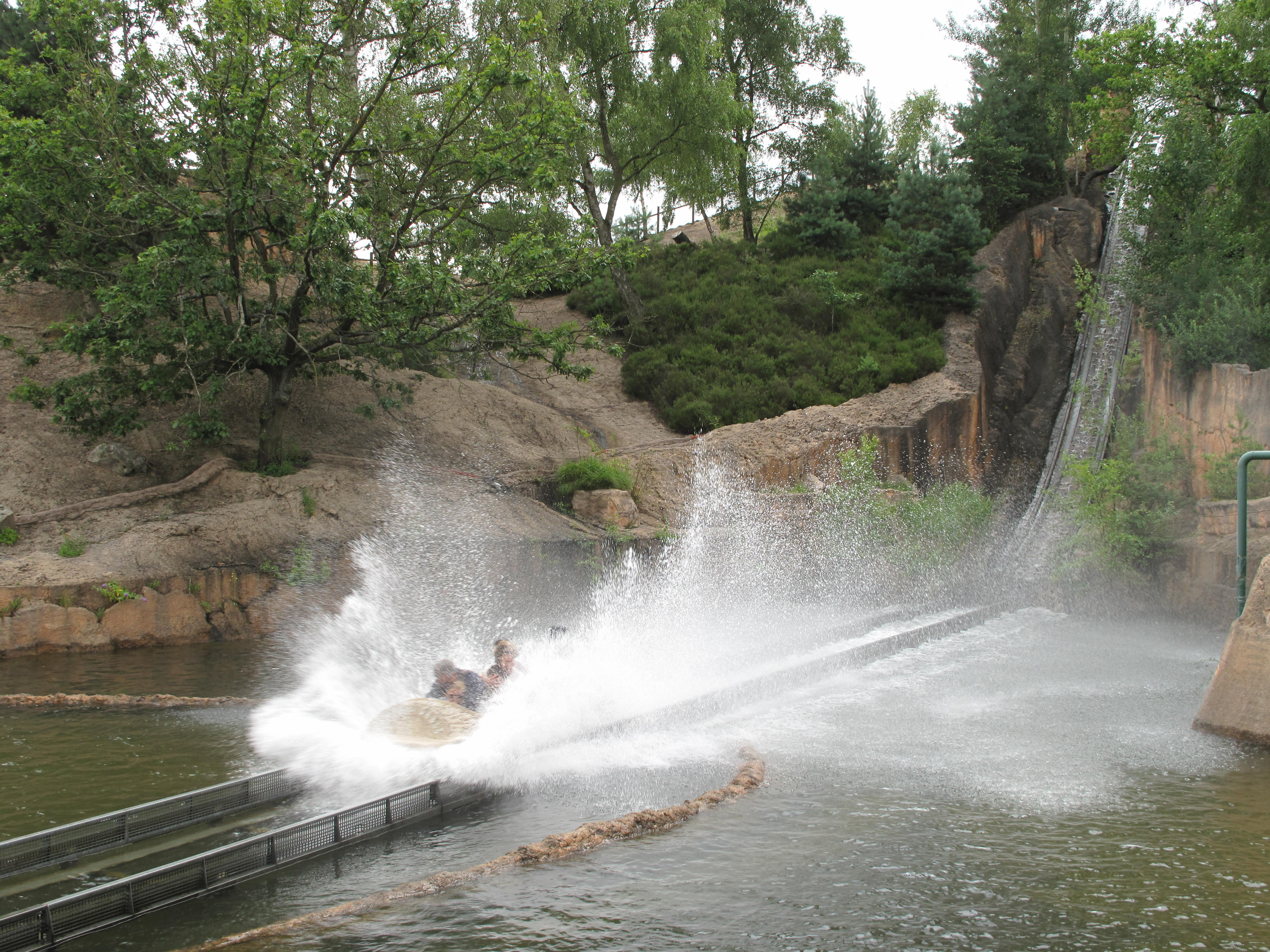
Cheyenne River à La Mer de sable
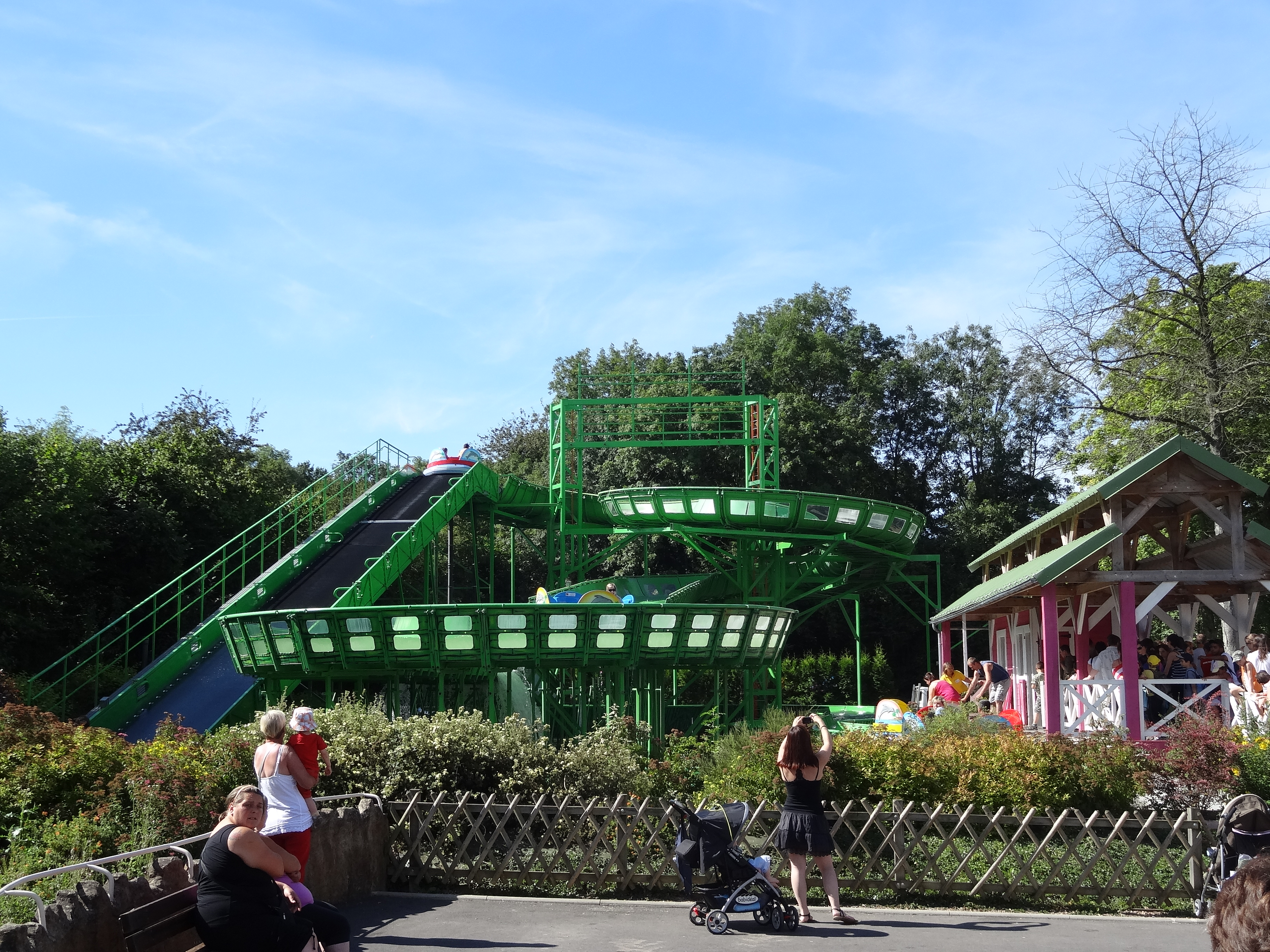
Crazy River à Dennlys Parc
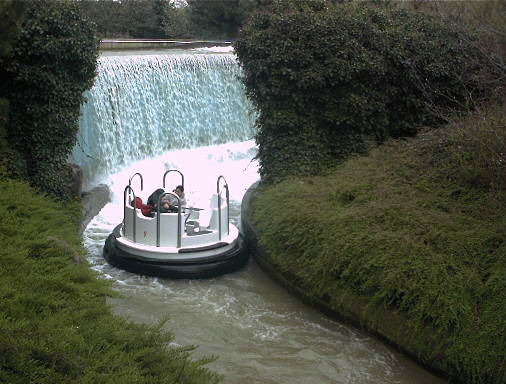
Dino Raft à Walygator Parc
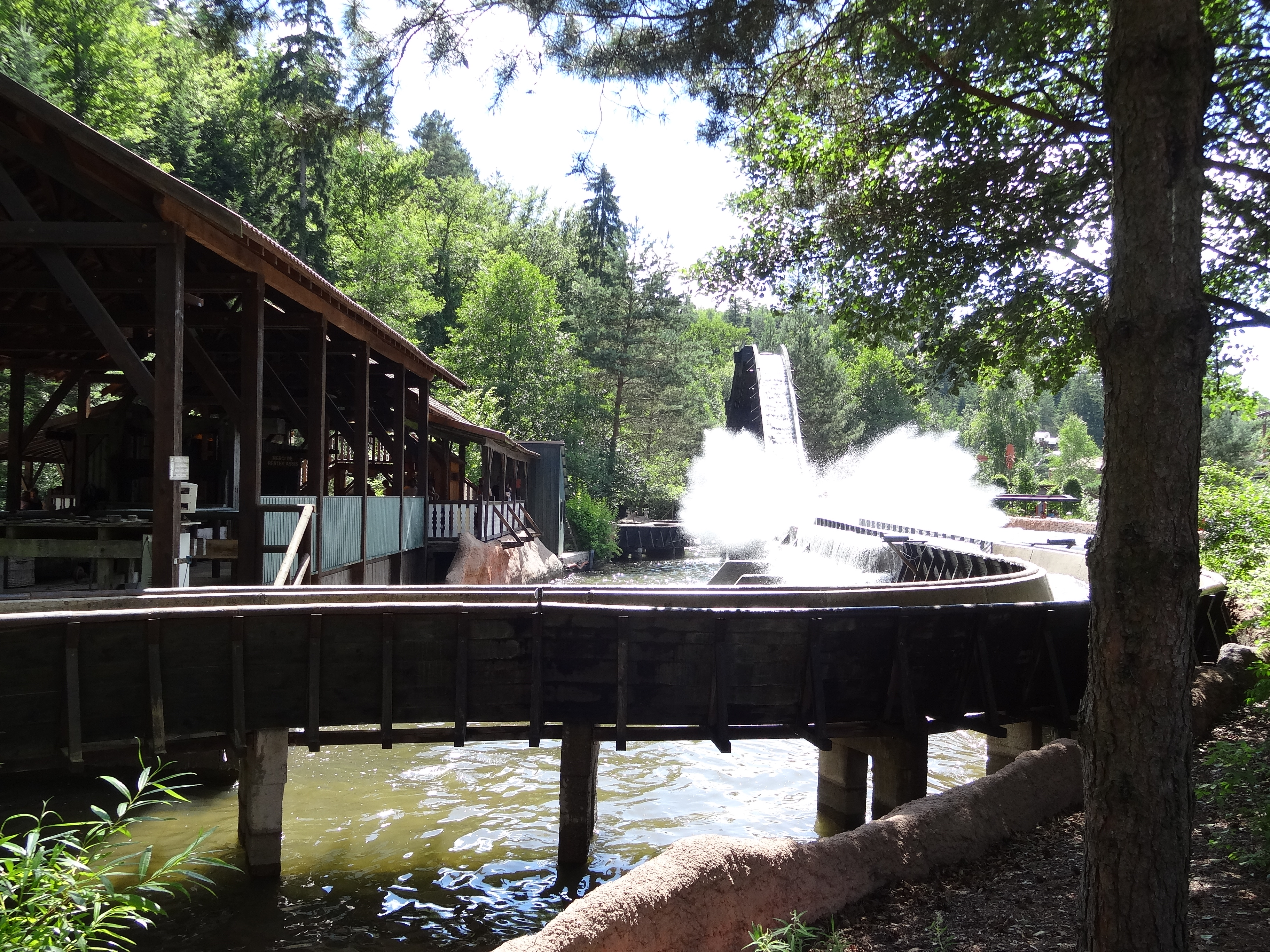
Le Flum à Fraispertuis-City
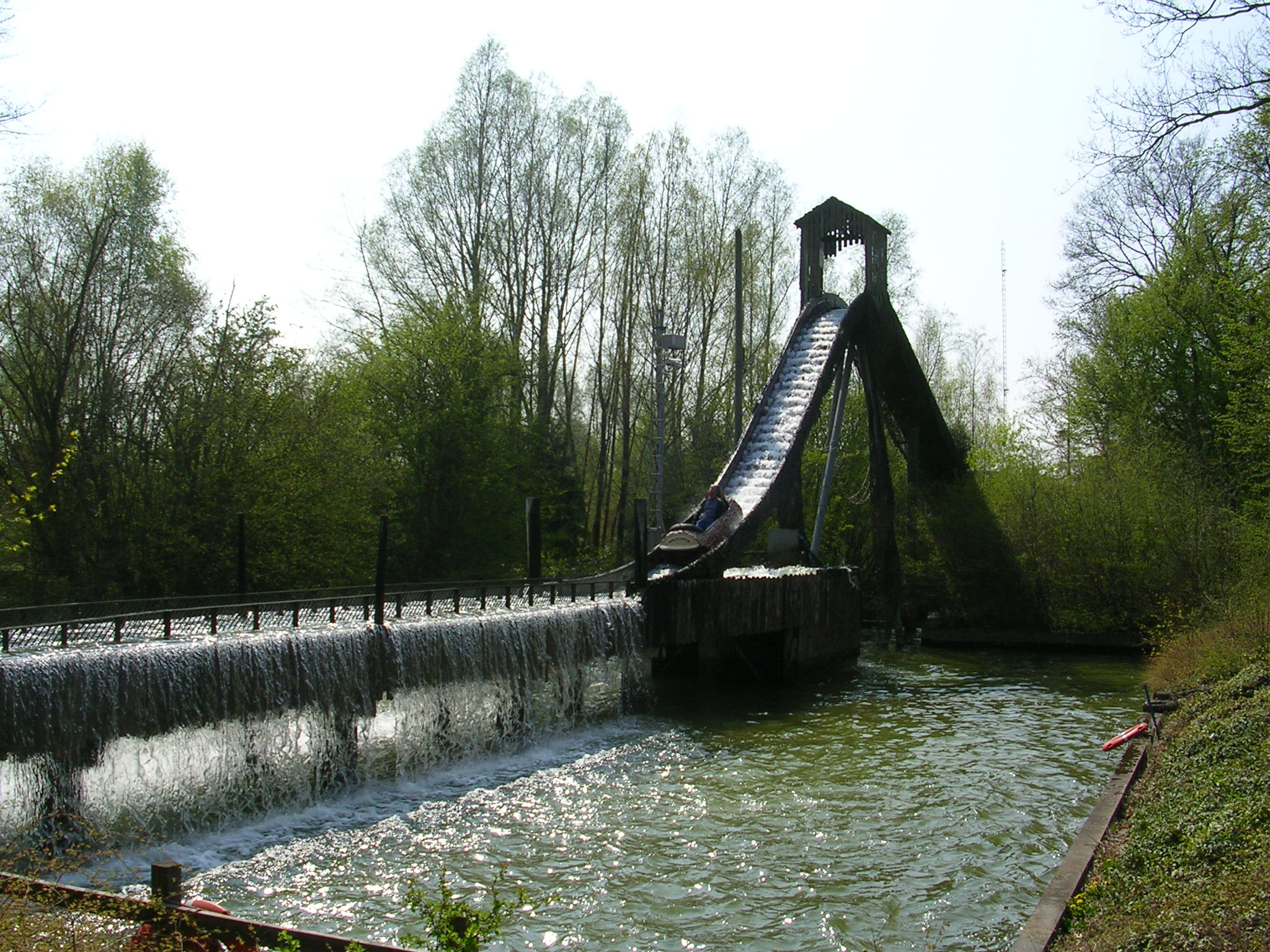
La Rivière Sauvage à Walygator Parc
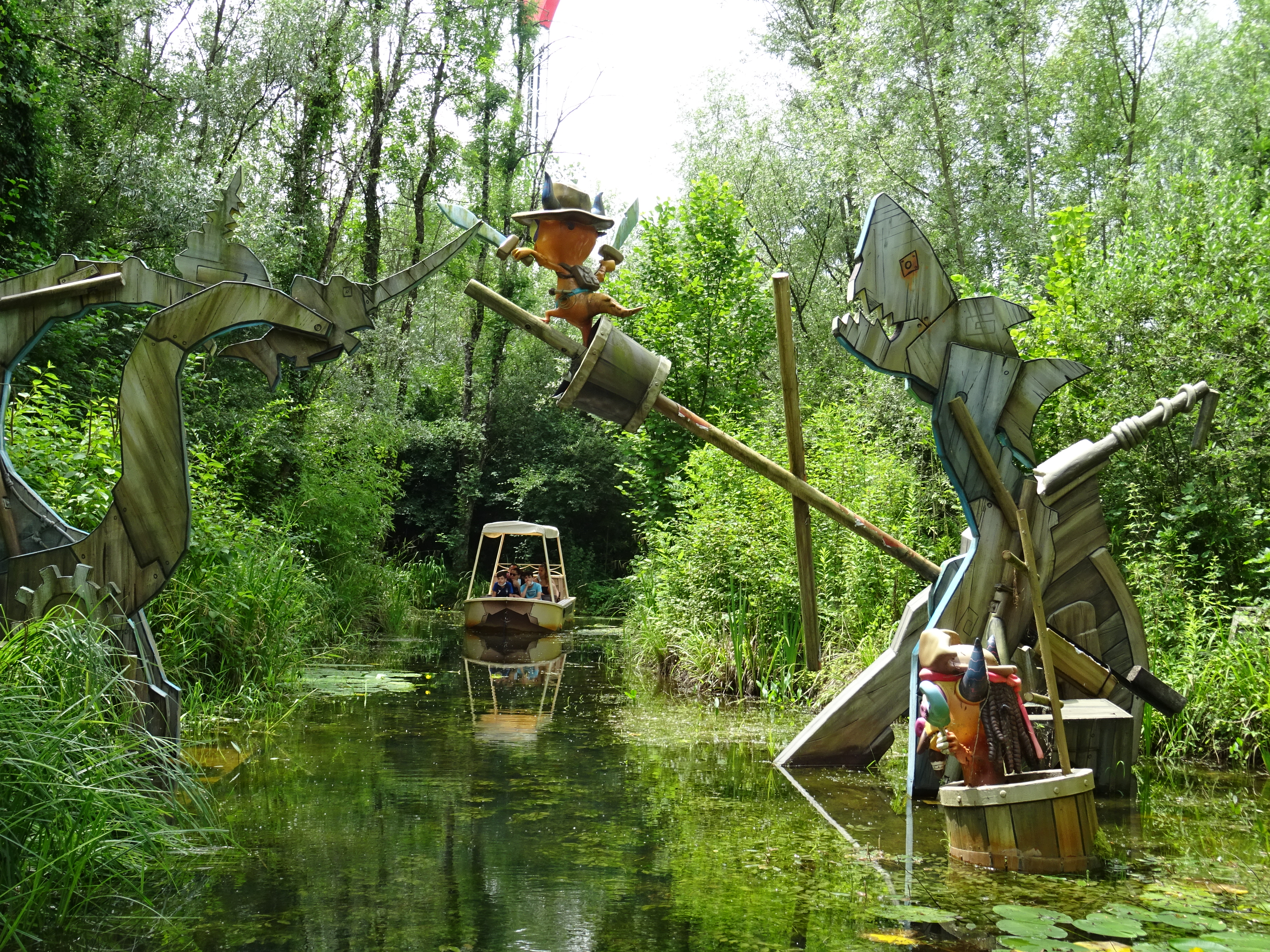
Tam Tam Aventure à Walibi Rhône-Alpes

### Chevaux galopants
| Nom                          | Parc                        | Année                 |
| ---------------------------- | --------------------------- | --------------------- |
| Ay Pepito Rodéo              | Parc du Bocasse             | 2014                  |
| Chevauchée (la)              | Holly Park                  | 2001 (fermé en 2014). |
| Chevauchée (la)''            | Walibi Rhône-Alpes          | 1979                  |
| Chevauchée fantastique (la)  | Nigloland                   | 1987                  |
| Chevauchée de Guillaume (la) | Festyland                   | 1998                  |
| Chevauchée sauvage (la)      | La Récré des 3 Curés        | 2006                  |
| Chevaux galopants (les)      | Touroparc Zoo               | 2022                  |
| Chevaux galopants (les)      | Jardin d’Acclimatation      | 2018                  |
| Chevaux galopants (les)      | Papéa Parc                  | 2005                  |
| Chevaux galopants (les)      | La Coccinelle               | 2011                  |
| Chevaux galopants (les)      | Cigoland                    |                       |
| Dino-galopant                | Parc Dino-Zoo               | 2004                  |
| Galopade (la)                | Parc des Poussins           |                       |
| Grand Galop (le)             | Parc touristique des Combes | 2009                  |
| Haras du Pal (le)            | Le Pal                      | 1999                  |
| Longchamp (le)               | Dennlys Parc                | 2000                  |
| Piste de l'Ouest (la)        | La Mer de Sable             | 2004 (fermé en 2019). |
| Pony Express (le)            | Fraispertuis-City           | 1997                  |
| Rodéo (le)                   | Parc Fenestre               |                       |
| Thunder Horses''             | Walygator Parc              | 2008                  |
| Chevaux galopants (les)      | Le P'tit Délire             | 2025                  |

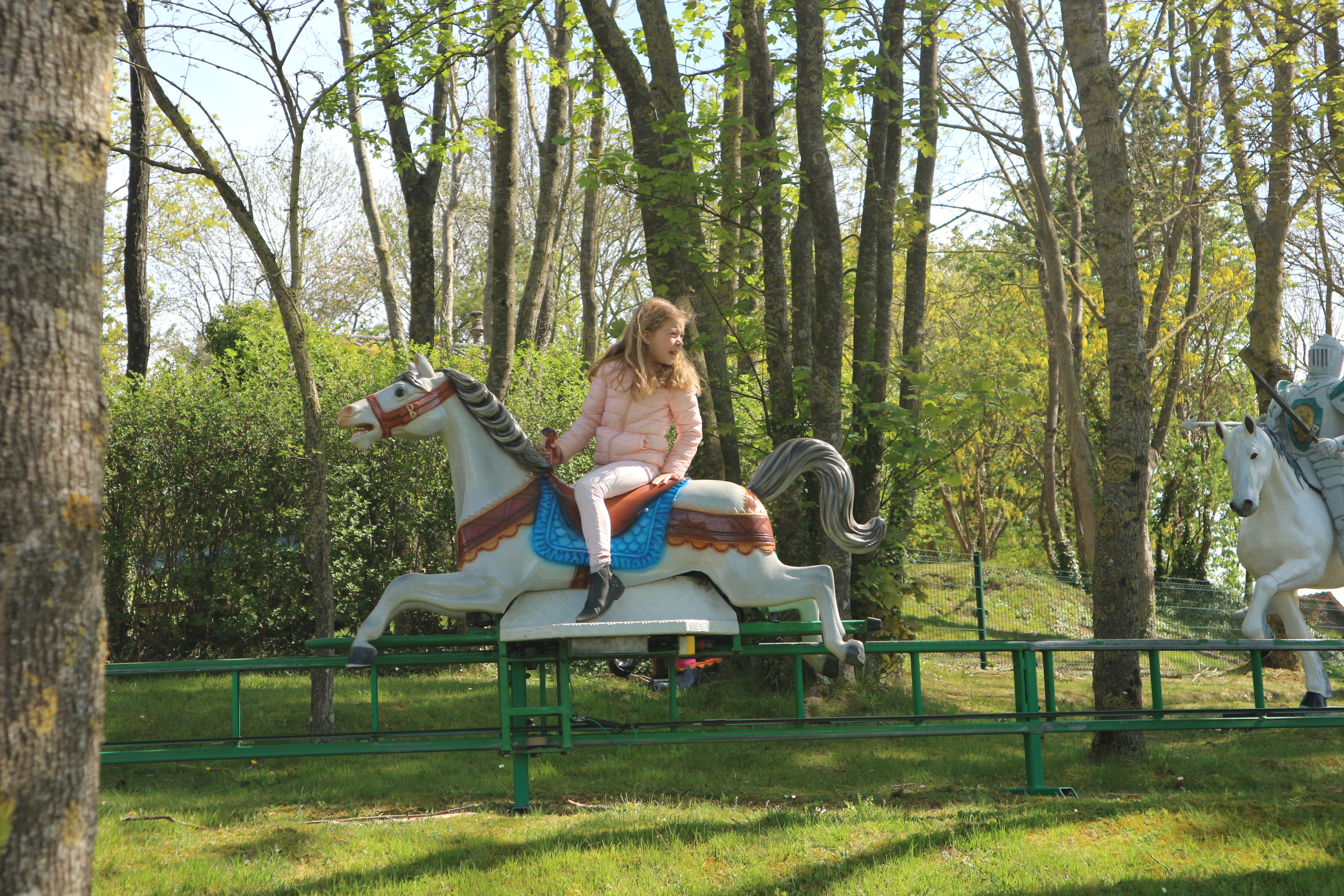
Chevauchée de Guillaume à Festyland
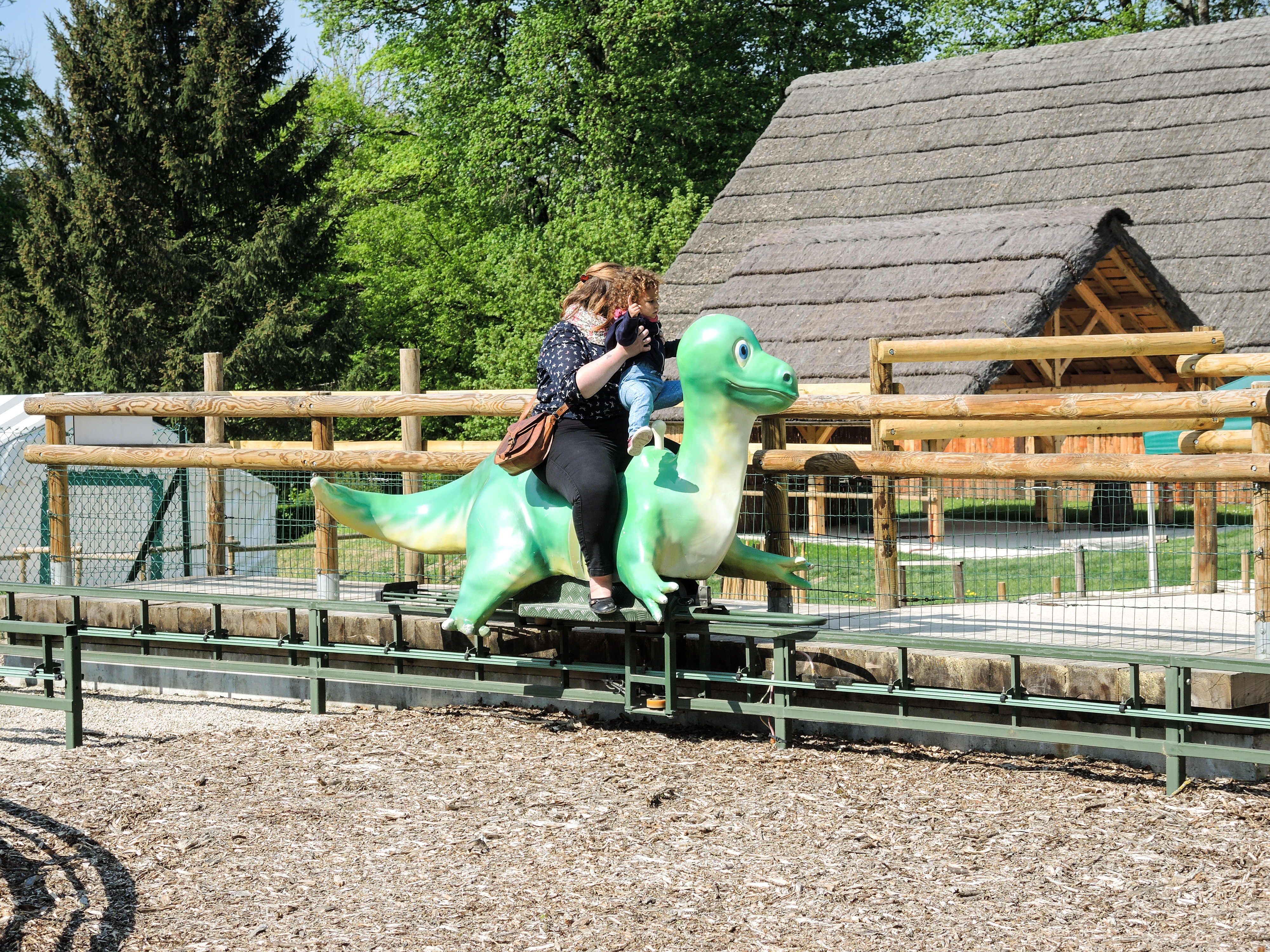
Dino-galopant à Parc Dino-Zoo
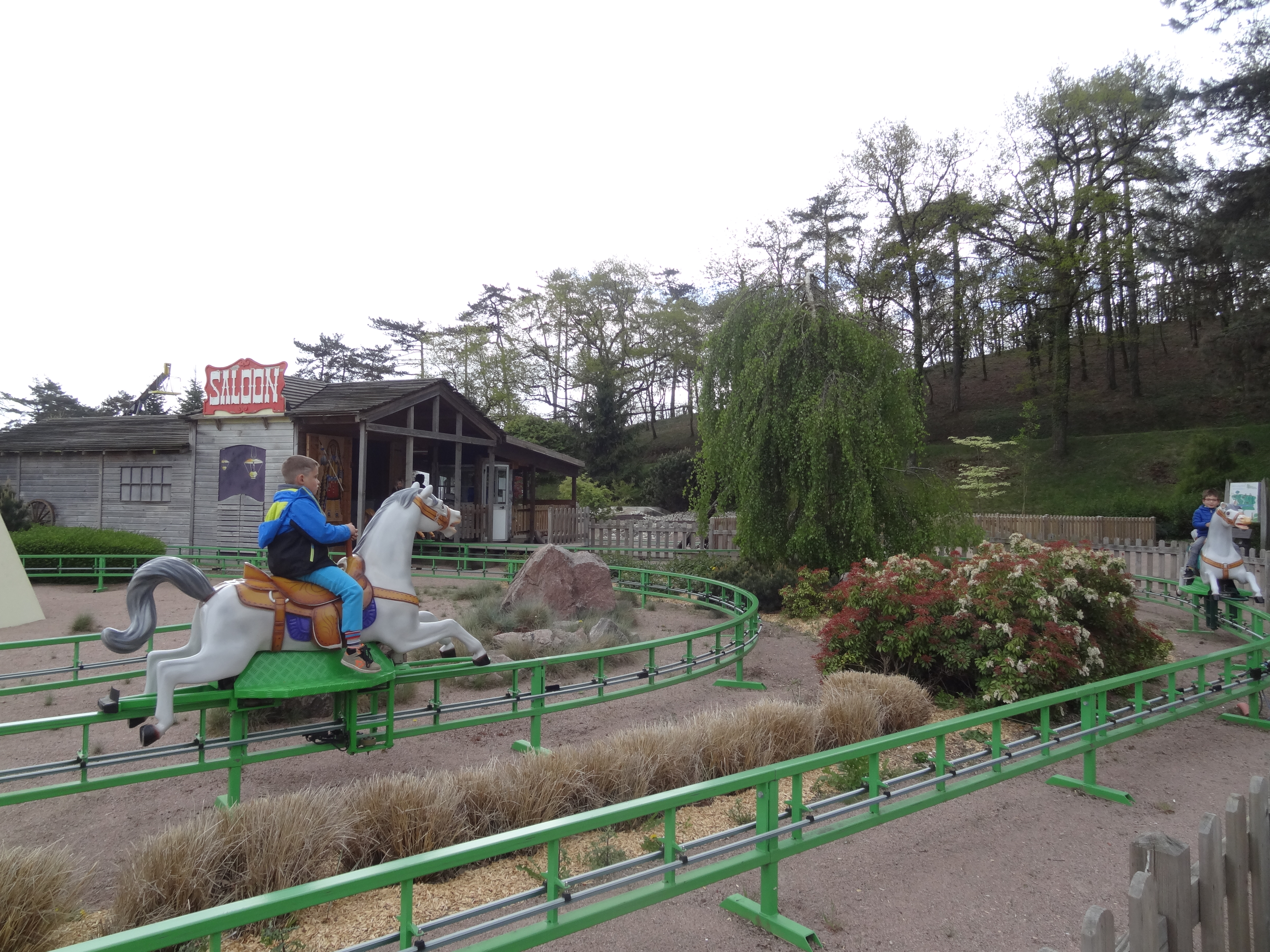
Grand Galop au Parc touristique des Combes
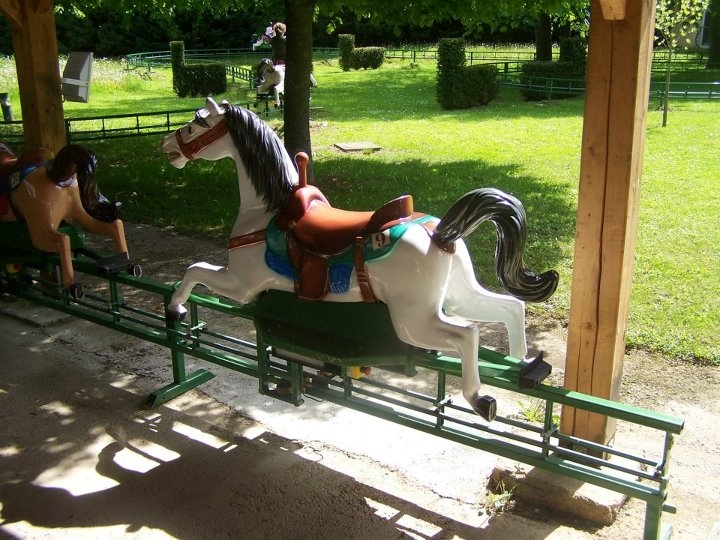
Thunder Horses à Walygator Parc

### Monorails
| Nom                             | Parc               | Année       |
| ------------------------------- | ------------------ | ----------- |
| Monorail (le)                   | Touroparc Zoo      |             |
| Monorail (le)                   | Parc Bagatelle     | 1983        |
| MonORail                        | Walibi Rhône-Alpes | 2017        |
| Monorail des Cigognes (le)      | Cigoland           |             |
| Voyage au-dessus du Monde (le)  | Le Pal             | 1981 / 2025 |
| Voyage en coquille de noix (le) | Terra Botanica     | 2010        |
| Xotic                           | Dennlys Parc       | 2020        |

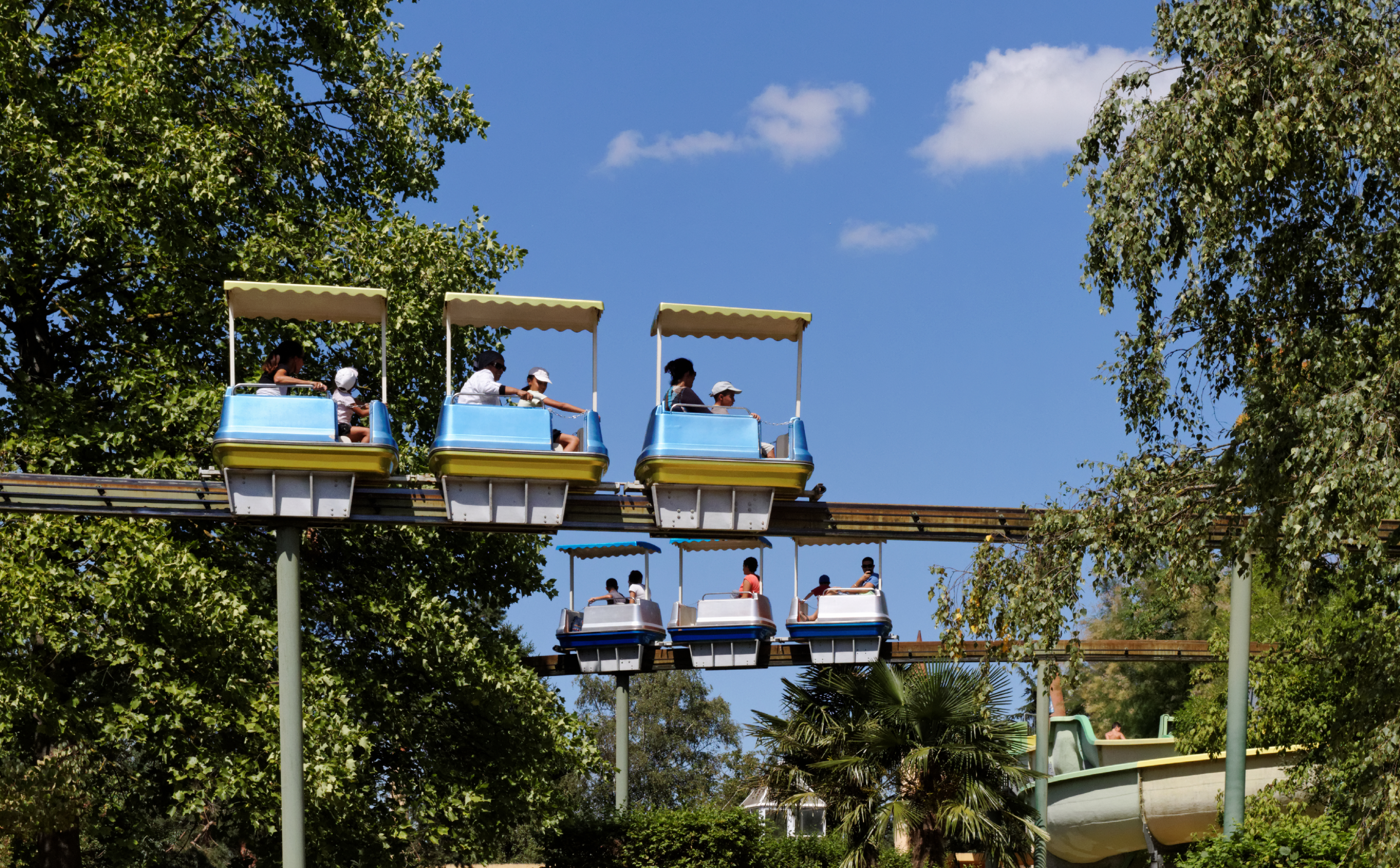
Le Monorail à Touroparc Zoo
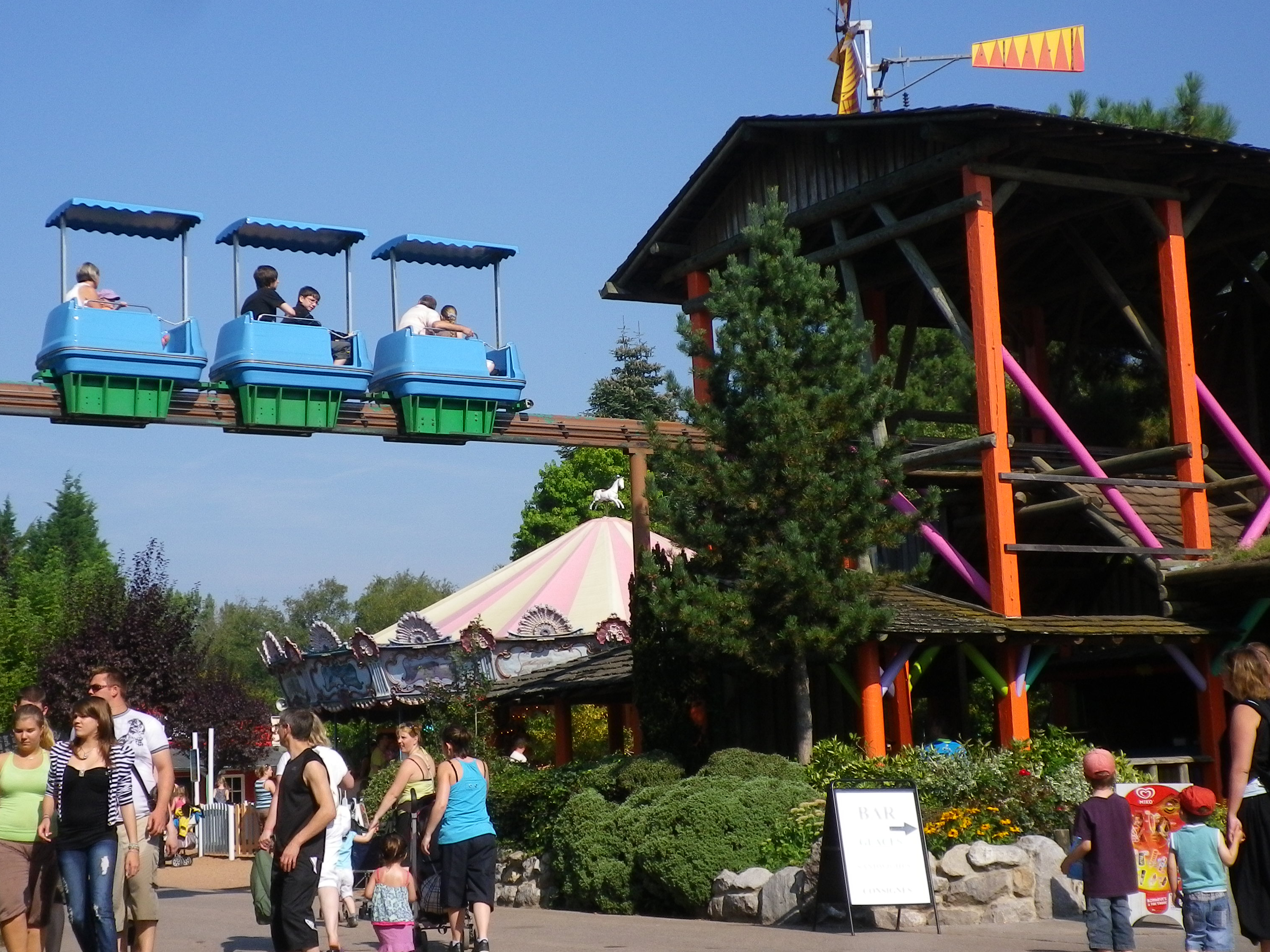
Le Monorail à Bagatelle
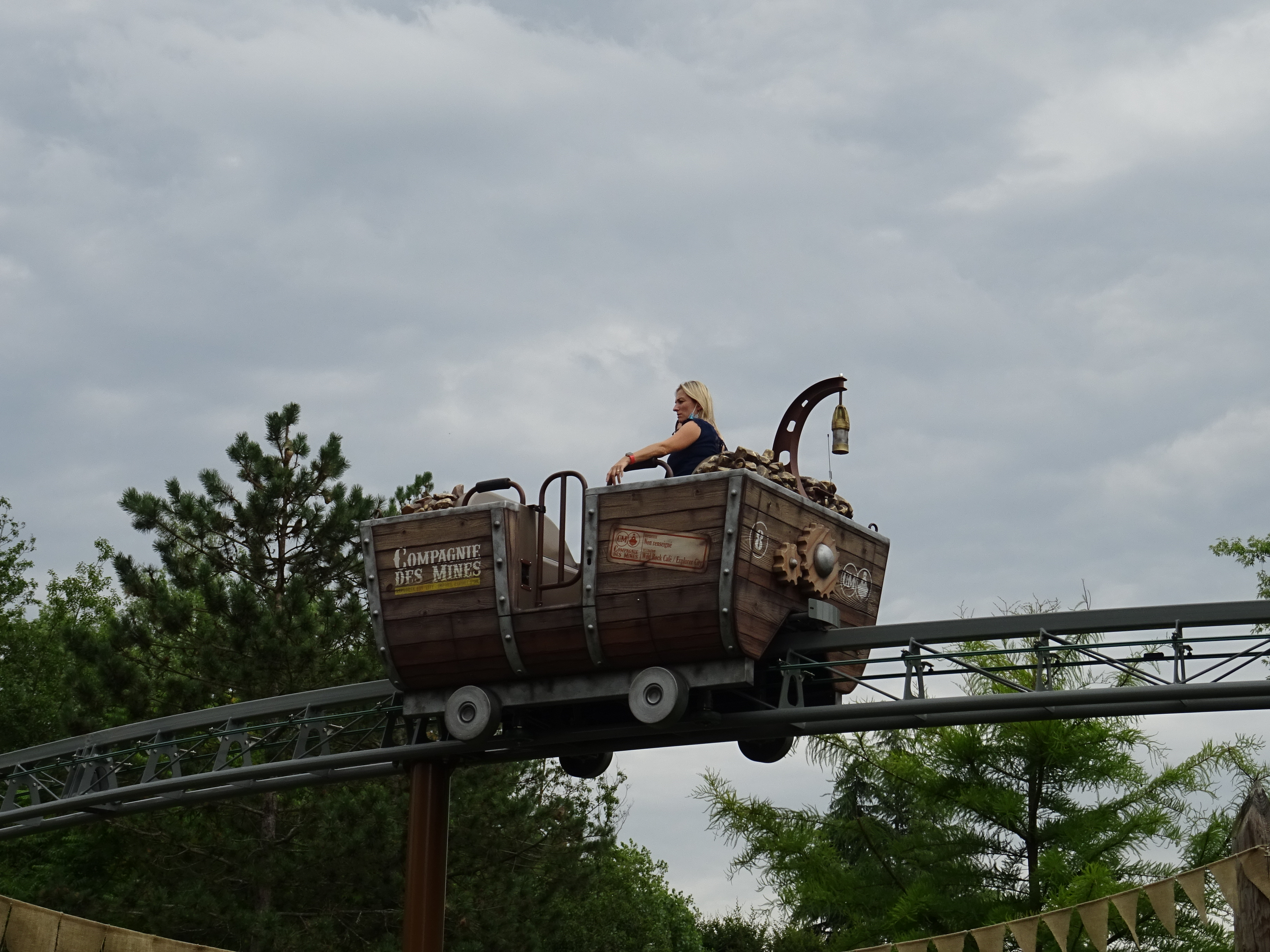
MonORail à Walibi Rhône-Alpes
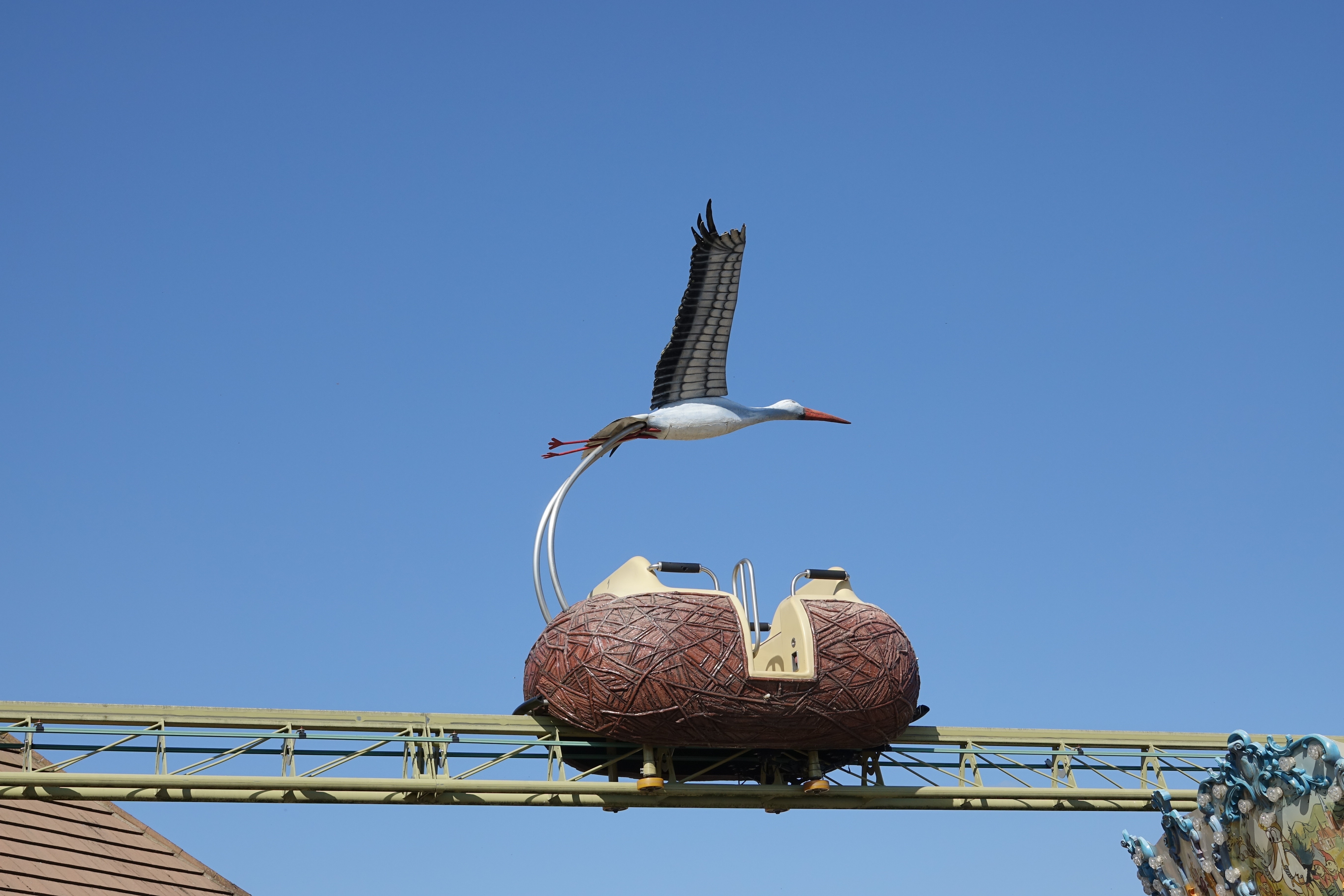
Le Monorail des Cigognes à Cigoland
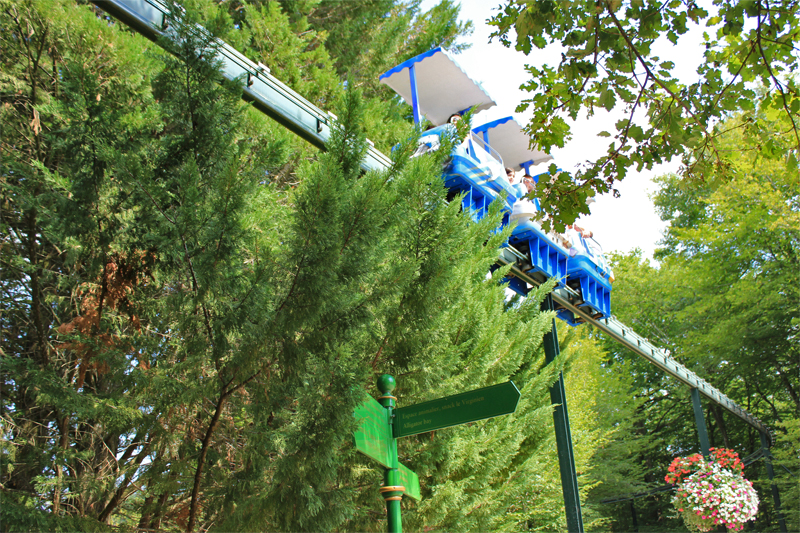
Le Voyage au-dessus du Monde au Pal

### Trains sur rail
| Nom                        | Parc                   | Année |
| -------------------------- | ---------------------- | ----- |
| Express Tour               | Walibi Sud-Ouest       | 1992  |
| Festival Station           | Walibi Rhône-Alpes     | 1979  |
| Petit train (le)           | Jardin d'Acclimatation |       |
| Petit train (le)           | Touroparc Zoo          |       |
| Petit train de Baggy (le)  | Parc Bagatelle         | 1989  |
| Train (le)                 | Nigloland              | 1987  |
| Train des aventuriers (le) | Le Pal                 | 1995  |
| Train du Pal (le)          | Le Pal                 | 1995  |
| Trans'papéa (le)           | Papéa Parc             | 2008  |

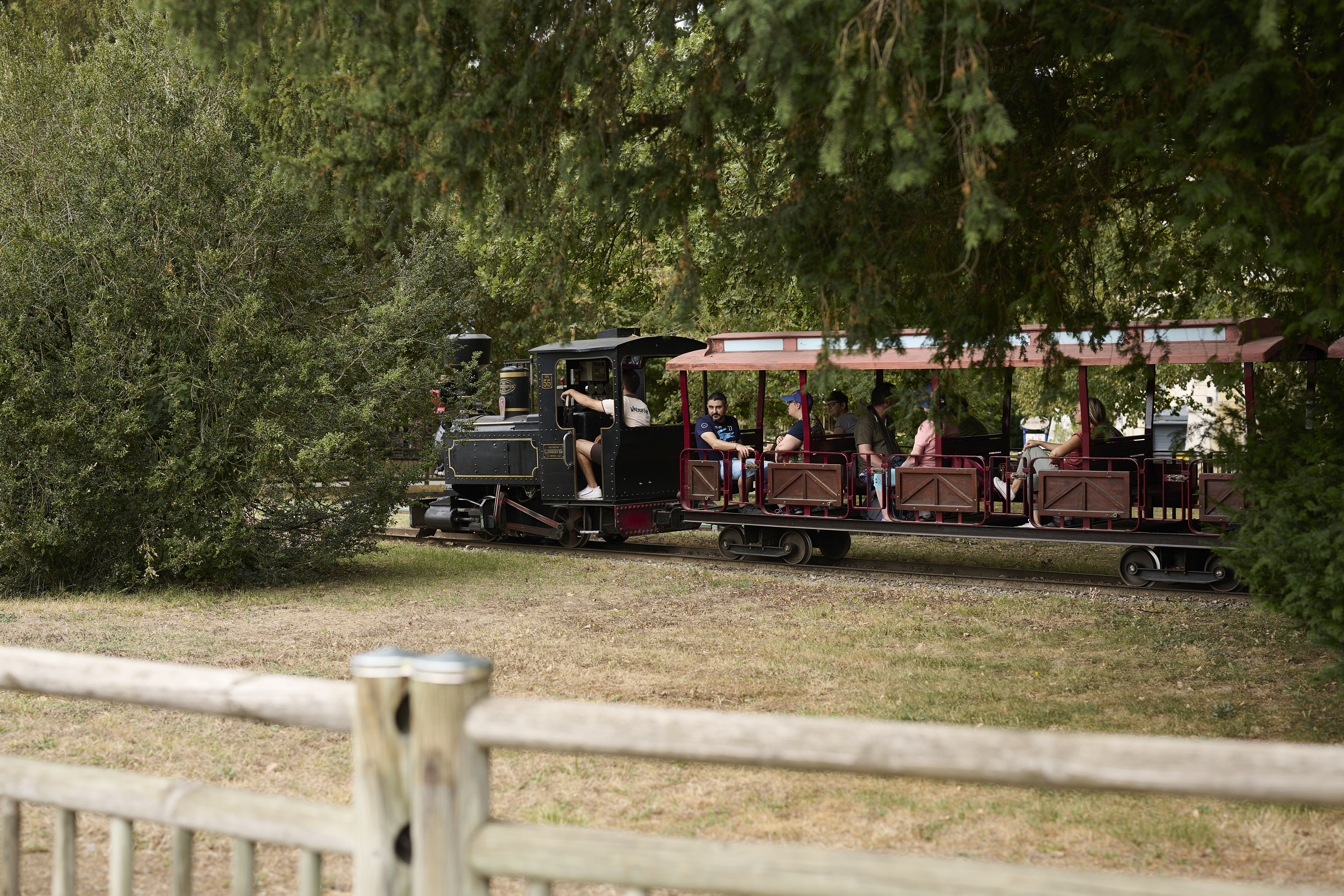
Express Tour à Walibi Sud-Ouest
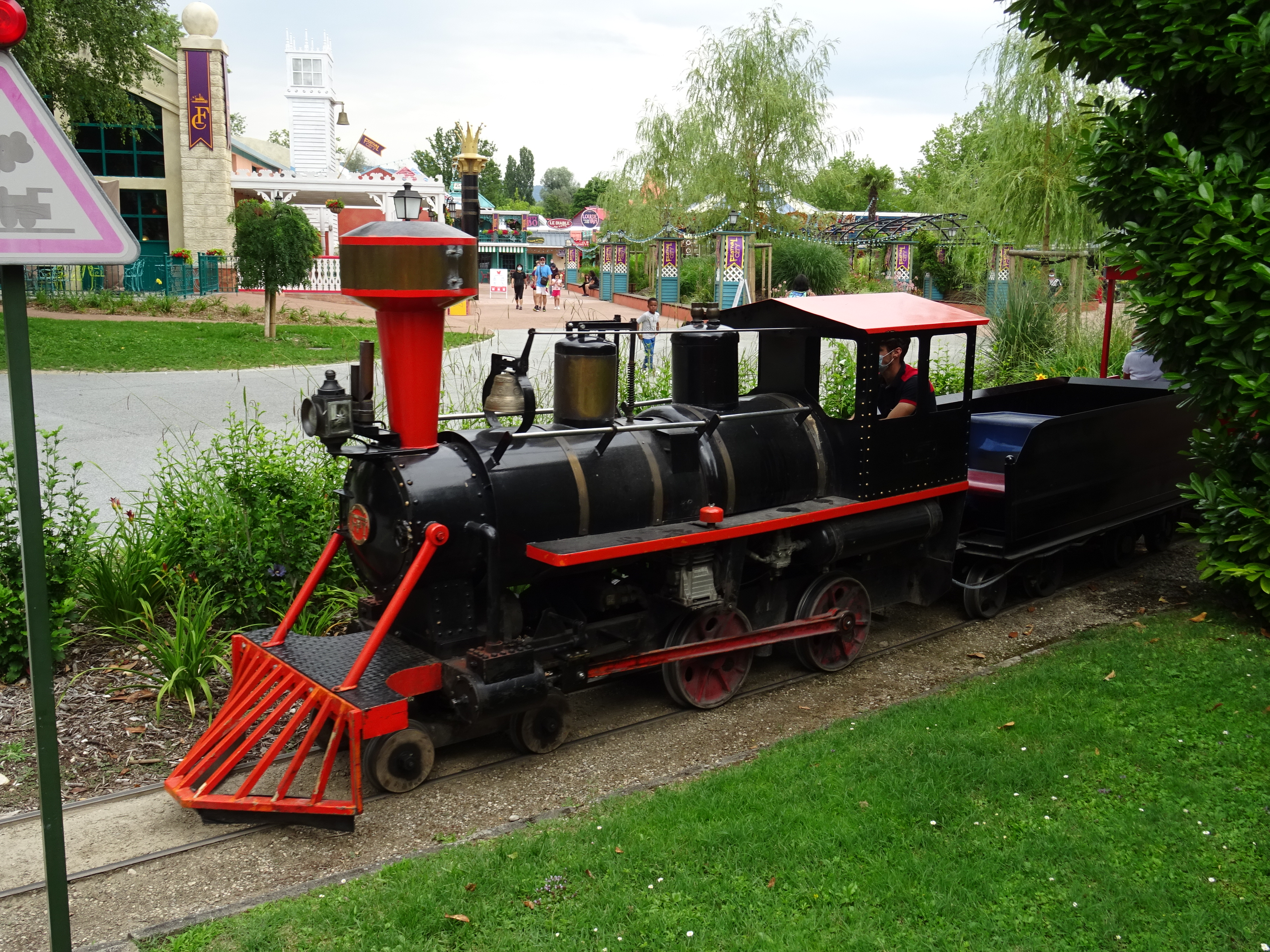
Festival Station à Walibi Rhône-Alpes
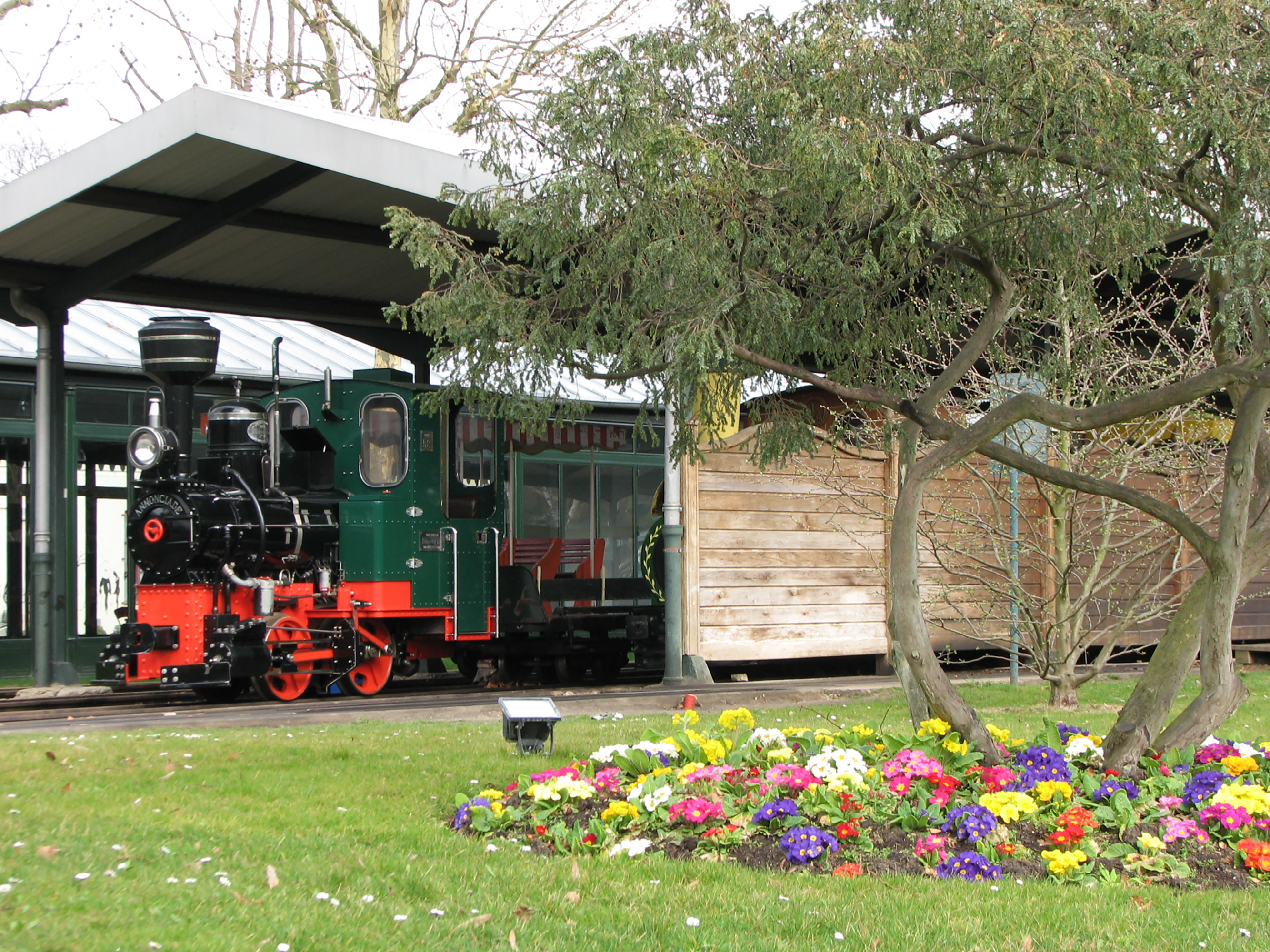
Le Petit Train au Jardin d'Acclimatation
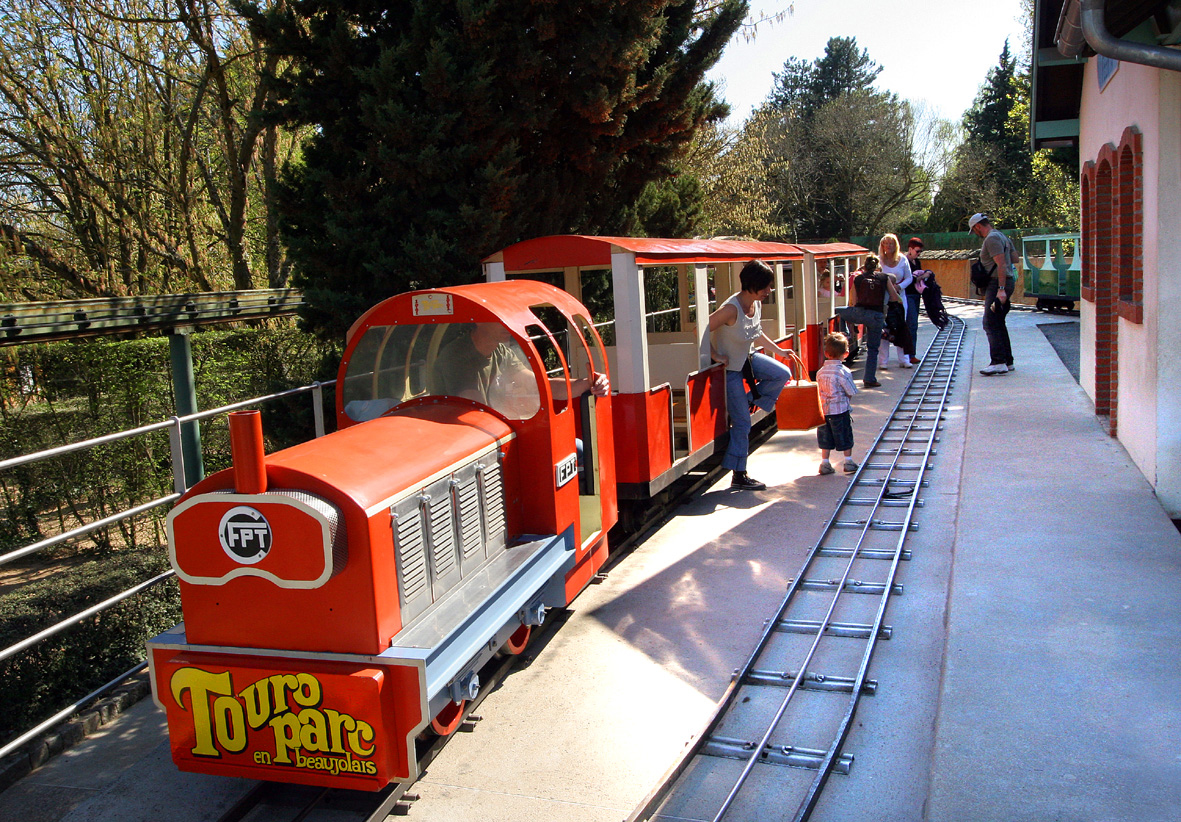
Le Petit Train à Touroparc Zoo
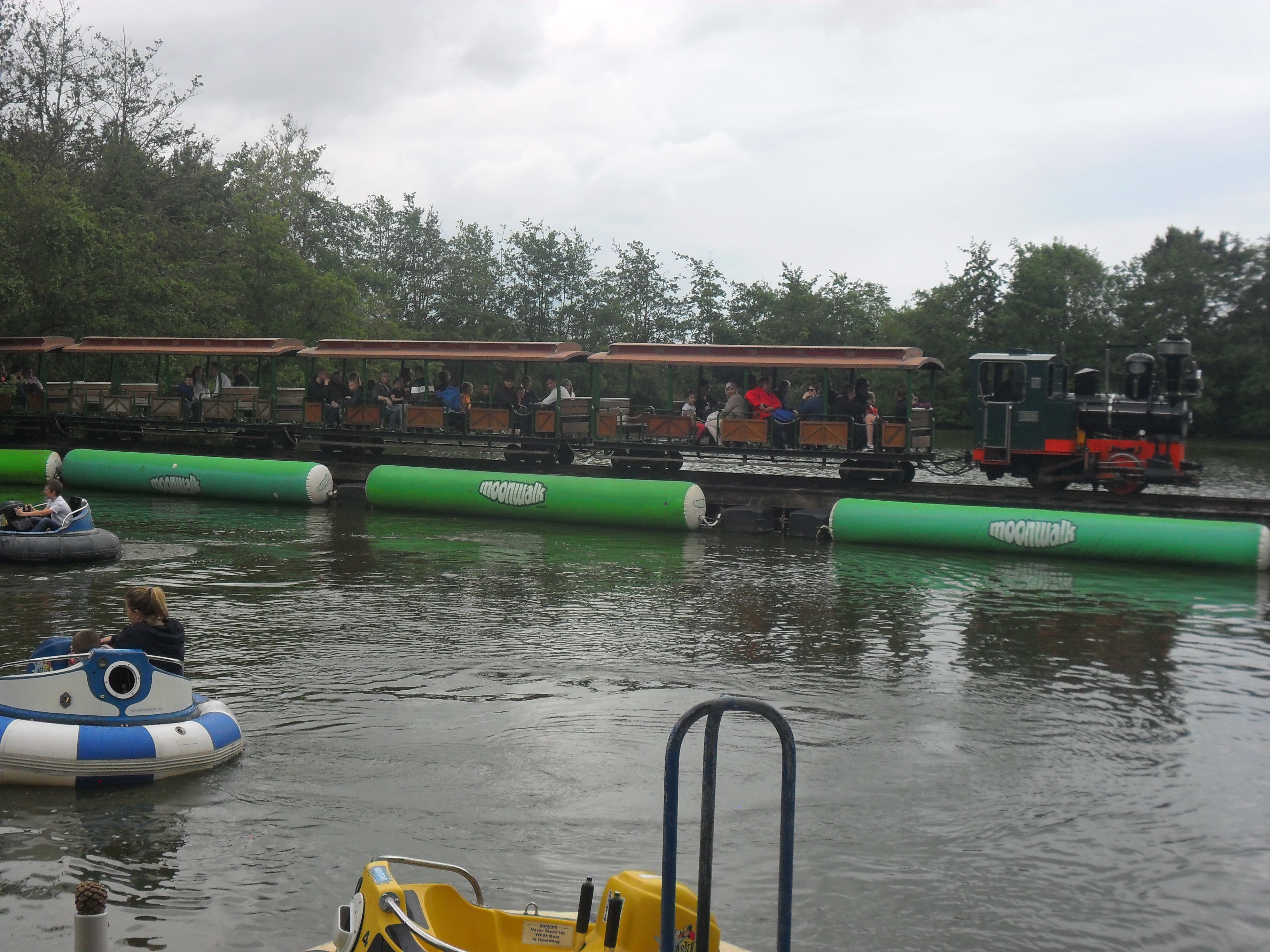
Le Petit Train à Parc Bagatelle
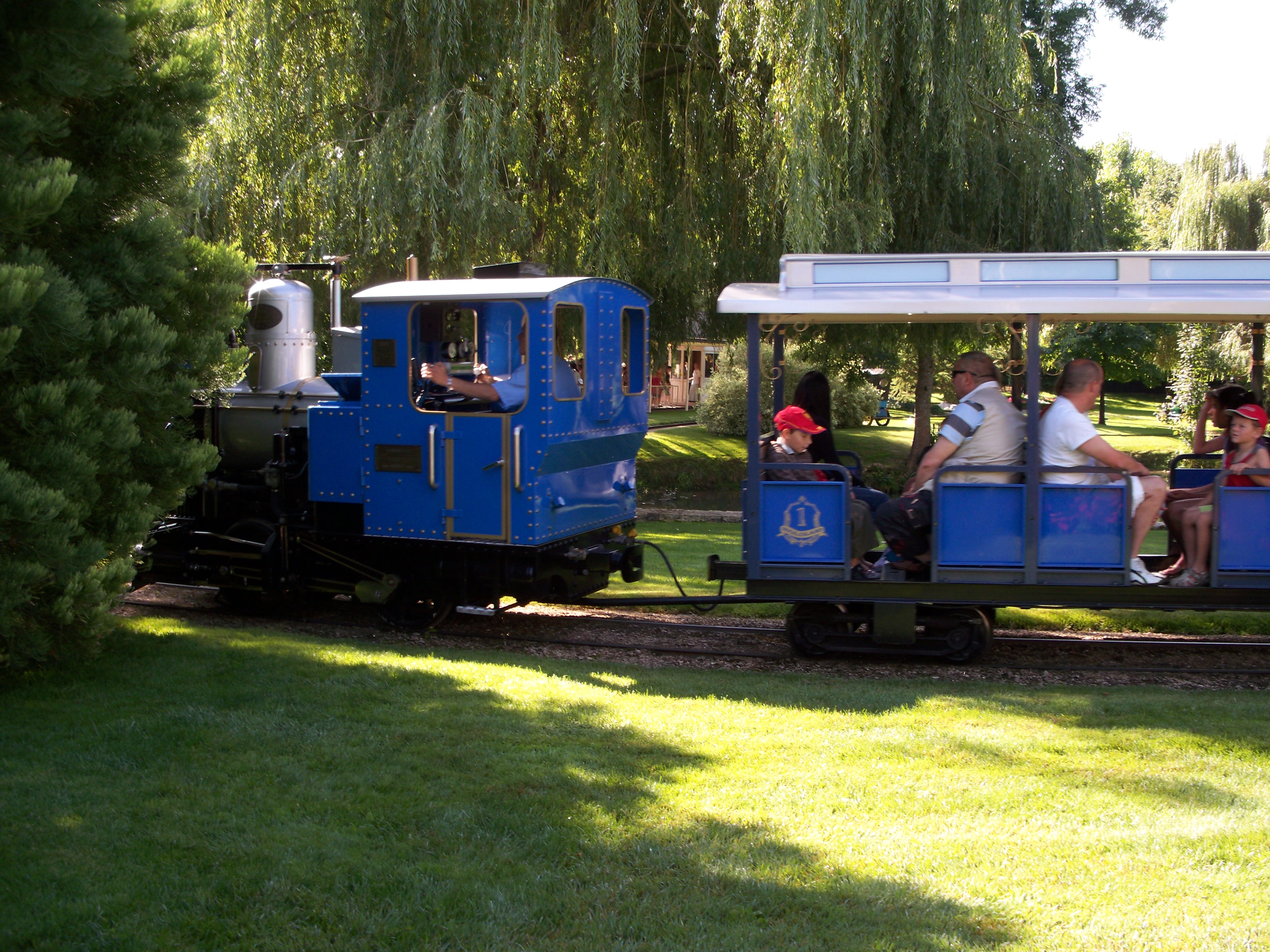
Le Train à Nigloland
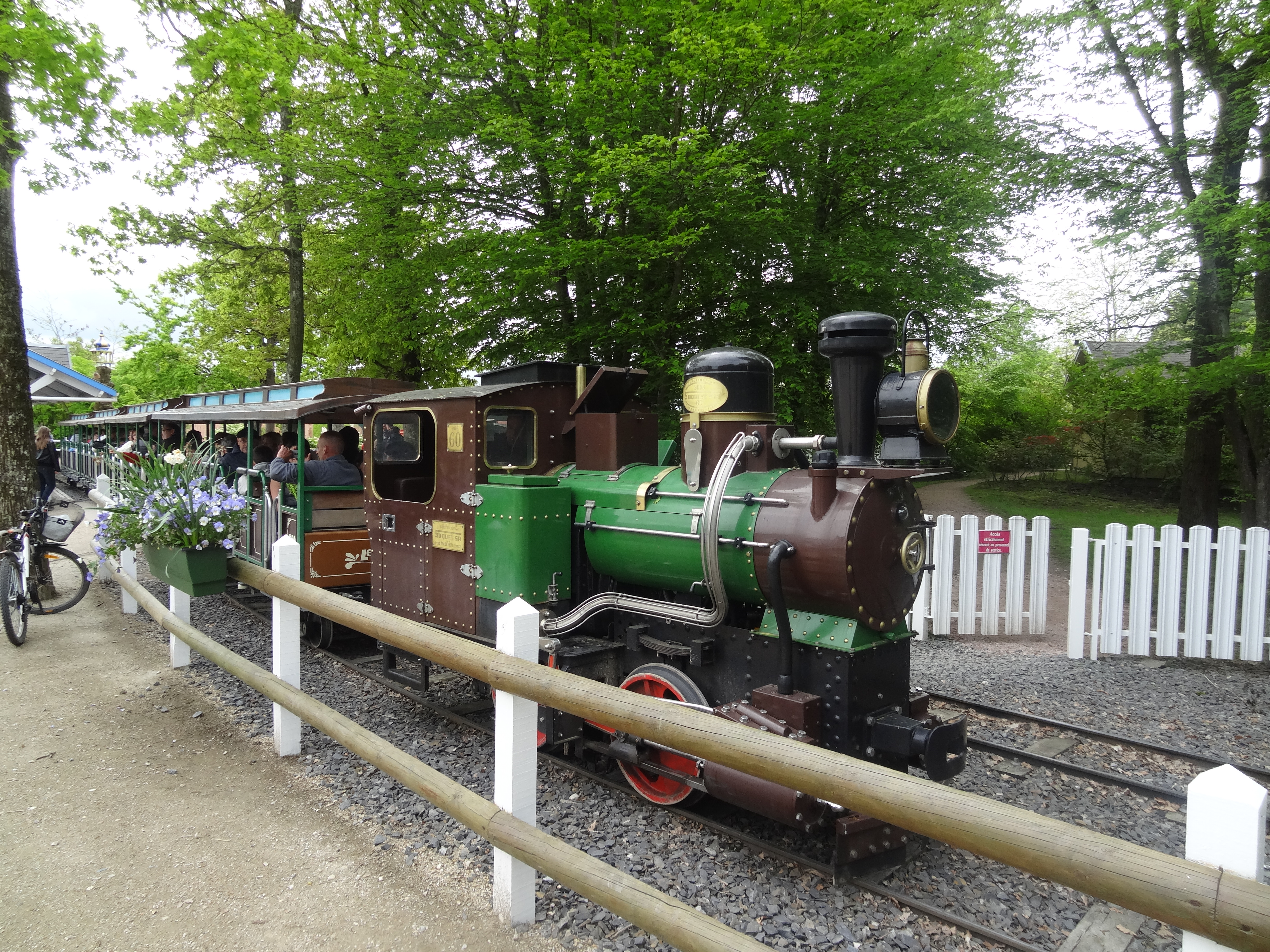
Le Train des aventuriers au Pal

### Circuits de Tacots
| Nom                       | Parc               | Année                 |
| ------------------------- | ------------------ | --------------------- |
| Ballade 1900              | Holly Park         | 2001 (fermé en 2014). |
| Melody Road               | Walibi Rhône-Alpes | 1979                  |
| Melody Road               | Walibi Sud-Ouest   | 1992                  |
| Nationale 13              | Festyland          | 1989                  |
| Old Timers                | Papéa Parc         | 2005 (fermé en 2018). |
| Promenade des menhirs     | Cobac Parc         | 2013                  |
| Randonnée africaine       | Le Pal             | 1980                  |
| Tacots (les)              | Parc Bagatelle     | 1988                  |
| Tacots (les)              | Didi'Land          |                       |
| Tacots de Touroparc (les) | Touroparc Zoo      |                       |
| Tacots 1900               | Parc des Poussins  |                       |
| Vieux Tacots (les)        | Cigoland           |                       |

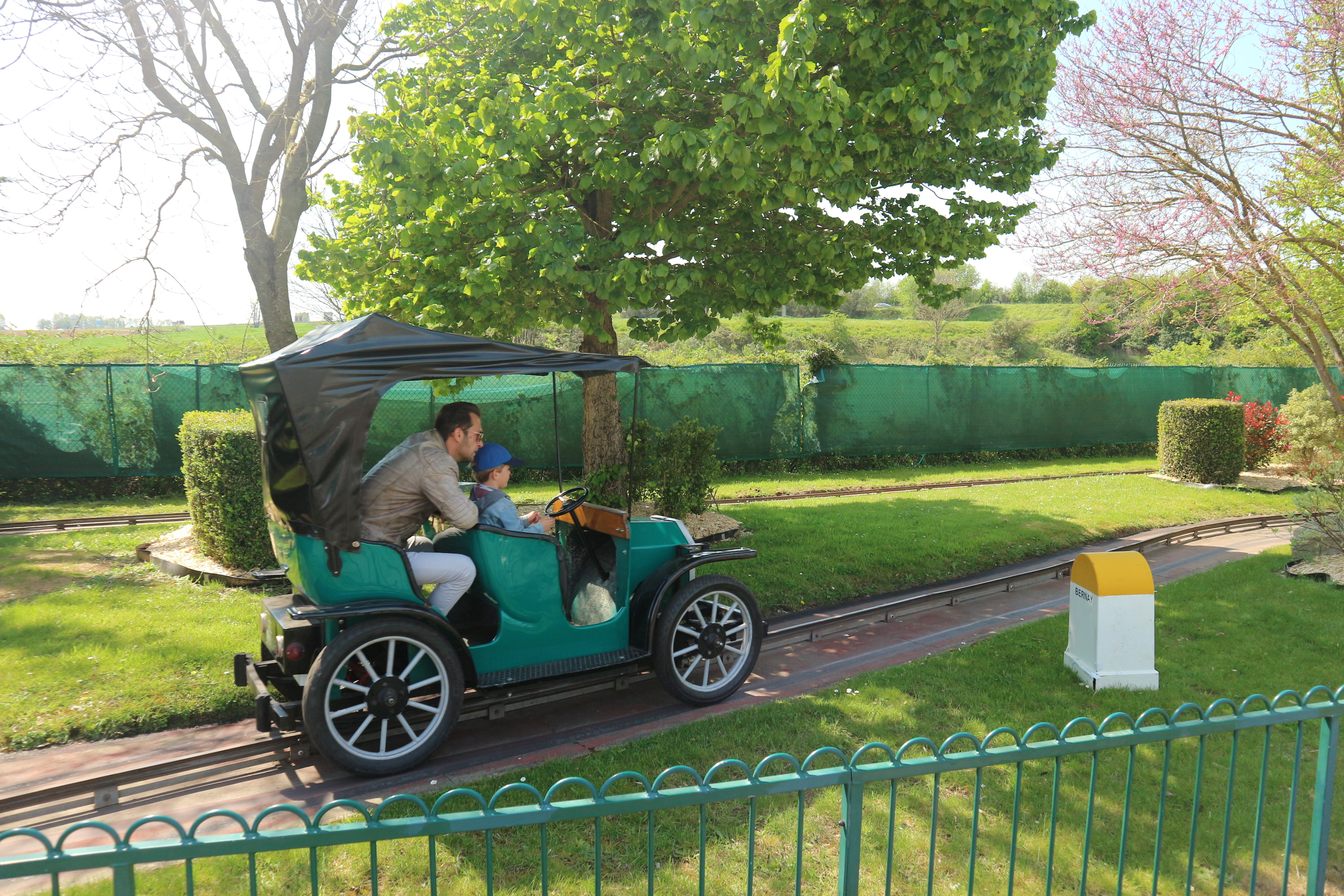
Nationale 13 à Festyland
Les Tacots à Touroparc